# Pintura contemporánea

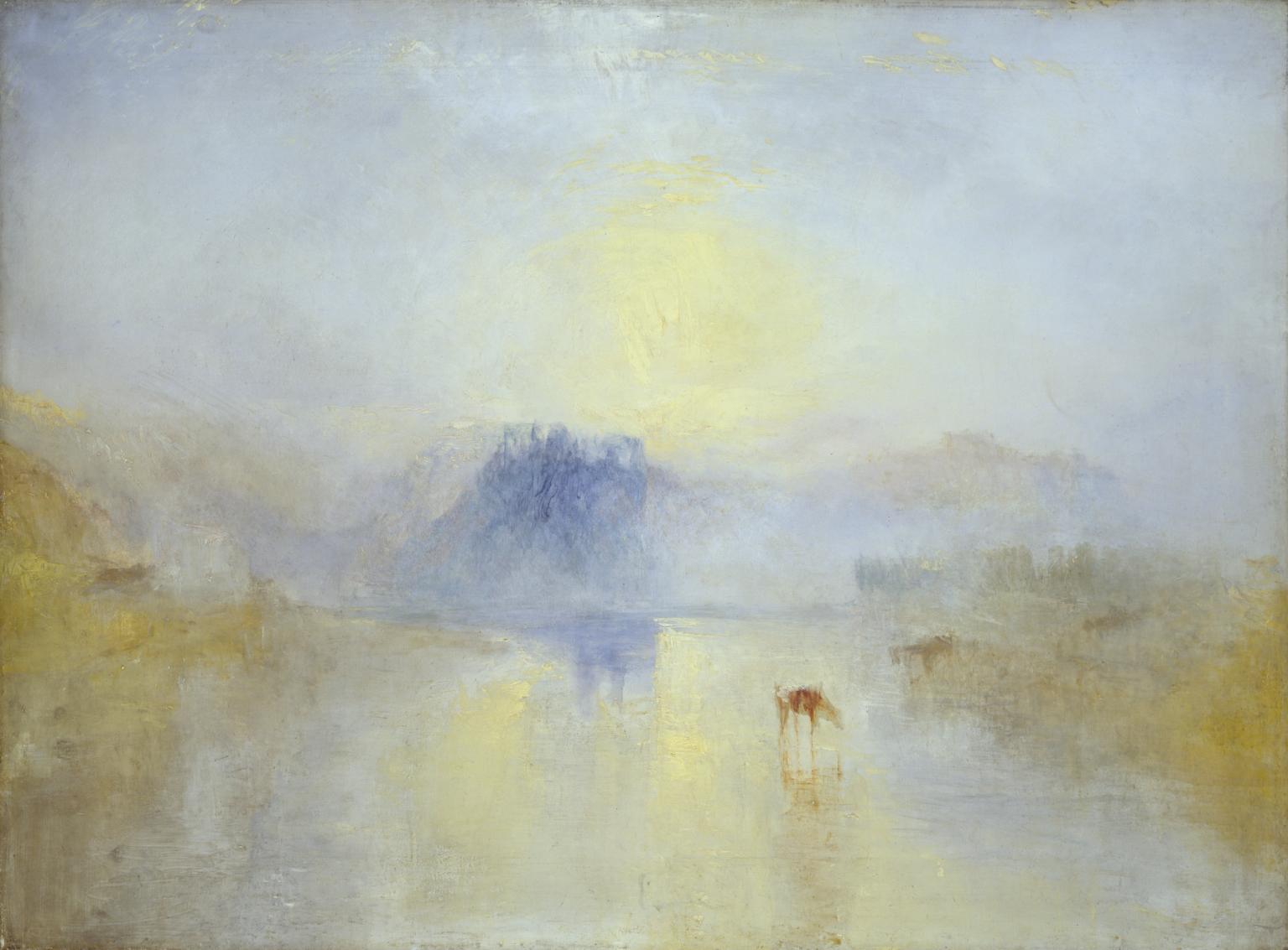
Castillo de Norham, de Joseph Mallord William Turner.

Pintura contemporánea es un término de la historiografía del arte utilizado de forma muy ambigua en la bibliografía, las instituciones y el mercado de arte, como ocurre con los de arte contemporáneo, escultura contemporánea o arquitectura contemporánea.
Puede referirse a la pintura de la Edad Contemporánea, o limitarse a la del siglo xx, o al periodo posterior a la Segunda Guerra Mundial (1945). Para mayor confusión, se utiliza también muy extensamente el concepto de pintura moderna, tanto en oposición como en identificación con él.

## Siglo XIX

### Final del siglo XVIII y primera mitad del siglo XIX

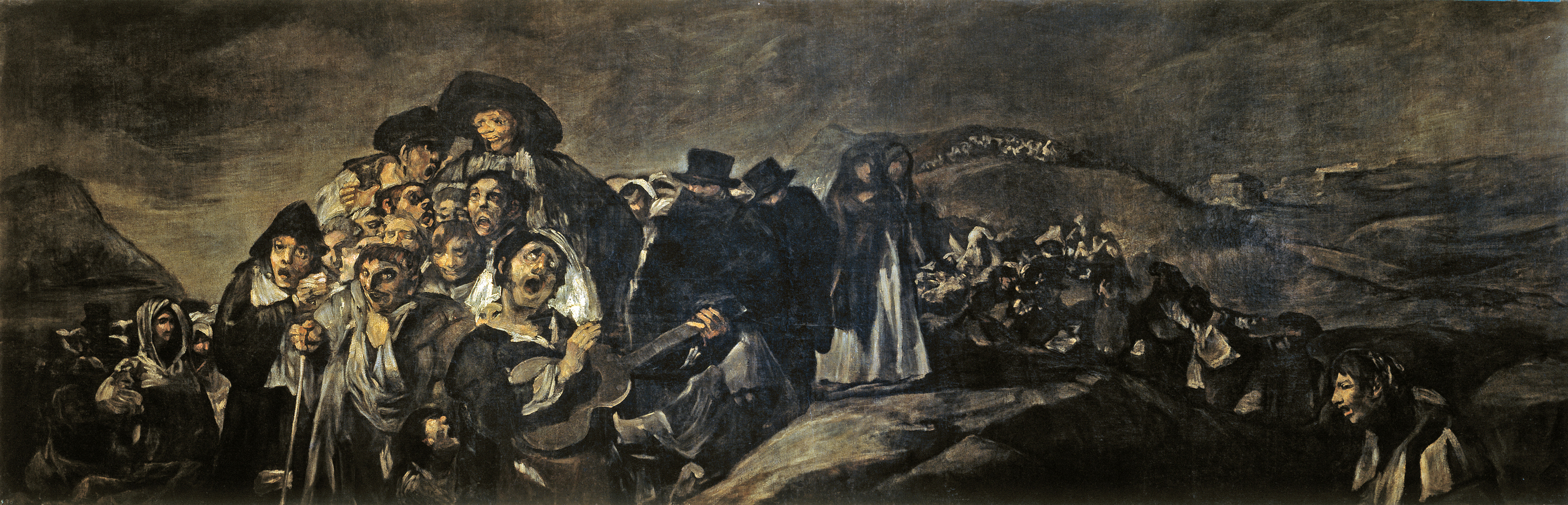
La romería de San Isidro, una de las pinturas negras de Francisco de Goya.

La trayectoria estilística de Goya incluye la pintura de interiores rococó, el academicismo neoclásico y el prerromanticismo. Alcanzó un extraordinario éxito como pintor de corte. Con sus dos grandes lienzos El dos de mayo y El tres de mayo inaugura la pintura de historia del siglo XIX. Sus series de grabados supusieron innovaciones técnicas, estilísticas y temáticas de gran proyección posterior. Se le considera el precedente del expresionismo y las vanguardias del siglo XX, especialmente por las pinturas negras.

#### Neoclasicismo y academicismo

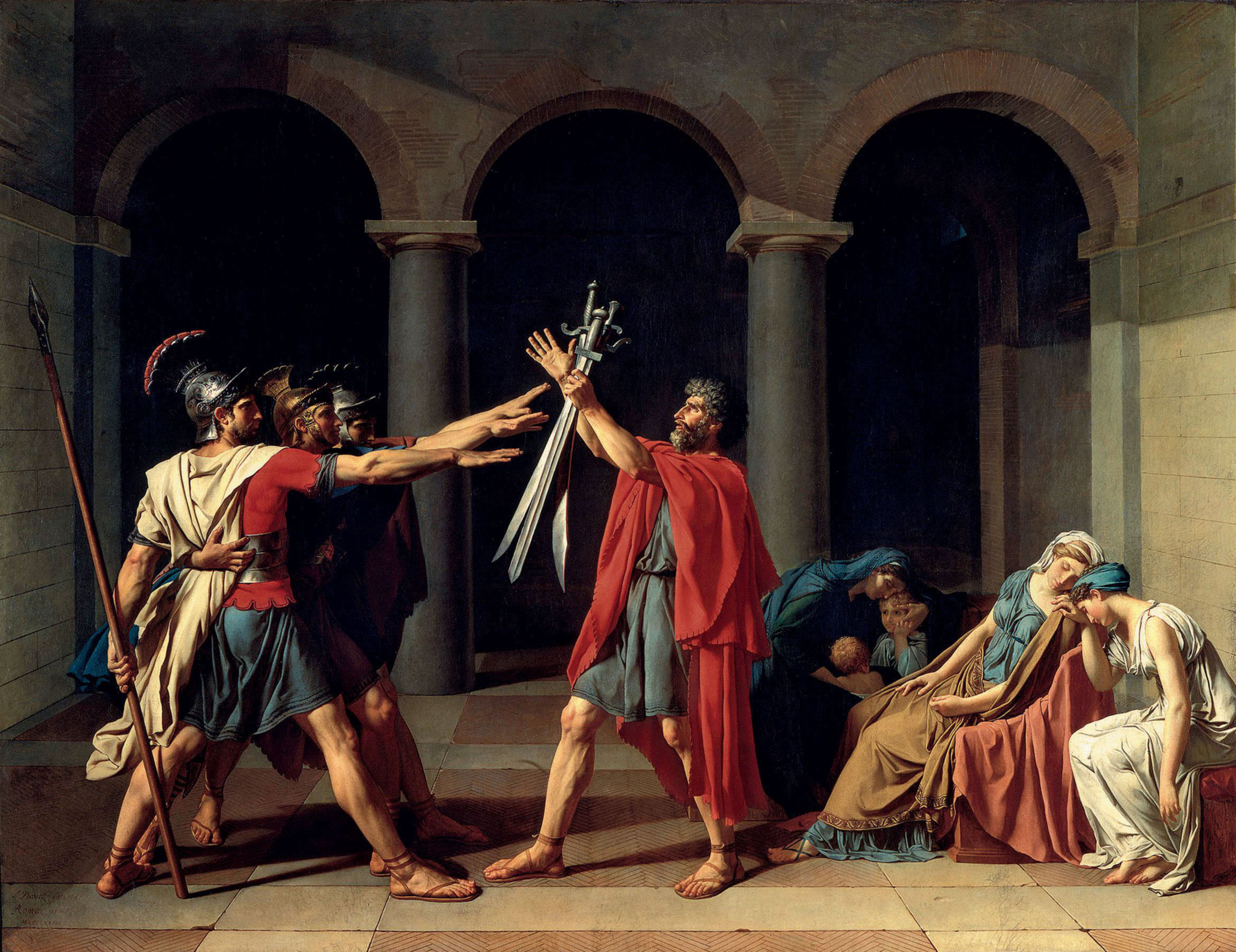
Juramento de los Horacios, de Jacques Louis David.

Desde el siglo XVII, con la aparición de las academias, se fueron estableciendo los cánones del clasicismo pictórico, pero no fue hasta la segunda mitad del siglo XVIII, con la Ilustración, que llegan a establecerse como convenciones impuestas a la práctica del oficio en la totalidad del ámbito cultural europeo occidental. Simultáneamente aparecen la crítica y la historiografía del arte como actividades definitorias del gusto artístico dominante, cuyo seguimiento se fomenta entre los pintores a través de la enseñanza, de los encargos institucionales y privados, y de la convocatoria de exhibiciones, certámenes o salones artísticos como el Salon de peinture et de sculpture o Salon de Paris ("Salón de pintura y de escultura" o "Salón de París", desde 1725).
La figura de Jacques-Louis David, testigo de excepción de los cambios políticos y sociales de la Revolución francesa preside el tránsito del siglo XVIII al XIX, al que siguieron otros pintores franceses, como François Gérard. La cumbre del estilo, a mediados del siglo XIX, fue Jean Auguste Dominique Ingres; ya en presencia de la irrupción de los nuevos estilos antiacadémicos. No obstante, la mayor parte de la producción pictórica de la segunda mitad del siglo XIX e incluso del siglo XX, conviviendo con su absoluta negación, que representaron las vanguardias, siguió siendo la pintura academicista de tradición neoclásica, cuyos seguidores, a pesar del éxito institucional que vivieron en sus días o de su objetiva calidad, han pasado a ocupar un espacio marginal en museos y manuales (John Singer Sargent, Jean-Joseph Weerts, Jean-Léon Gérôme, William-Adolphe Bouguereau, Jean-Louis-Ernest Meissonier, Paul Baudry, Alexandre Cabanel, Franz Xaver Winterhalter).
La pintura inglesa de finales del XVIII y principios del XIX tuvo como principales figuras académicas a sir Joshua Reynolds (que definió el concepto grand manner -"manera grandiosa" o "espléndido estilo"-), Thomas Gainsborough o Thomas Lawrence; además de dos extraordinarios paisajistas que evolucionaron hacia una concepción más identificable con el romanticismo pictórico: J. M. W. Turner y John Constable.
Por comparación con la gigantesca figura de Goya, la pintura neoclásica española de finales del siglo XVIII y comienzos del XIX ha sido habitualmente minusvalorada, pero contó con pintores de la talla de Anton Raphael Mengs, que en su época era considerada la máxima autoridad académica a nivel europeo, Paret, Meléndez o Vicente López, el discípulo de Goya autor de su más famoso retrato. El academicismo pictórico presidió la totalidad del siglo XIX a través de los géneros de más demanda institucional en España: el retrato y la pintura de historia.

#### Romanticismo

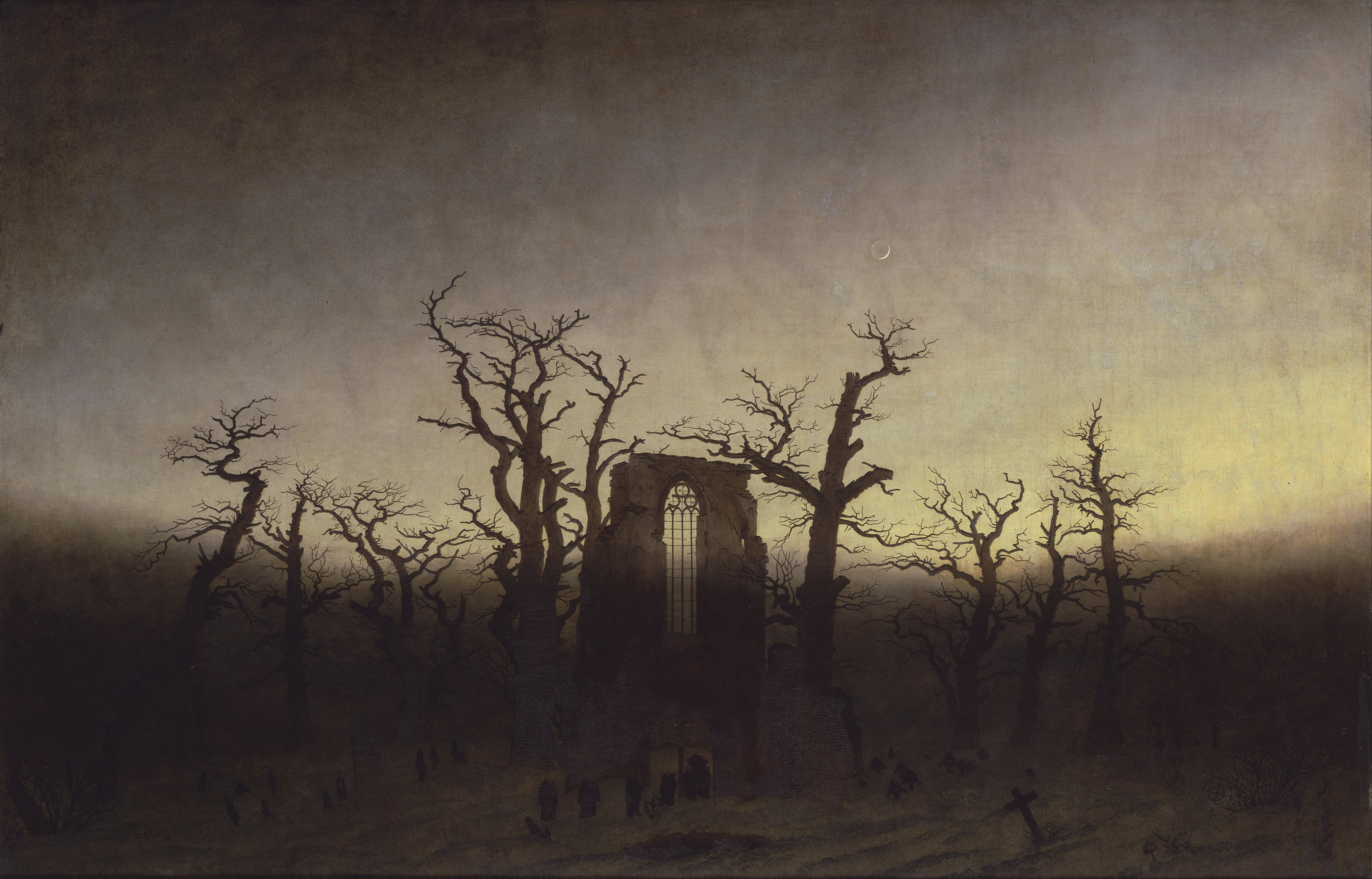
Abadía en el bosque, de Caspar David Friedrich (romanticismo).

El prerromanticismo convivió con el neoclasicismo en las décadas finales del siglo XVIII. No solamente se manifestó en la pintura anticipadora de Goya, sino en la de William Blake, Johann Heinrich Füssli o Giovanni Battista Piranesi. En el ámbito de la especulación teórica, el romanticismo incluyó una redefinición del concepto de belleza, y en concreto la aparición de un nuevo concepto: el de lo sublime, la belleza terrible y sobrecogedora propia de los elementos desatados y de la naturaleza en estado salvaje, ajena a la serenidad estética del neoclasicismo, y que encontrará plasmación pictórica en los paisajes de Caspar David Friedrich y de Turner. Es muy significativa una anécdota que enfrentó a Turner con su coetáneo Constable. Éste, quejándose del atrevimiento de su competidor, que había añadido una impactante pincelada de minio en mitad de su cuadro después de haberse colgado al lado del suyo propio en la exposición de la Royal Academy (1817), resumió perfectamente el impacto de la nueva Archivo: [veo que] ha estado aquí, [porque] ha disparado su arma.

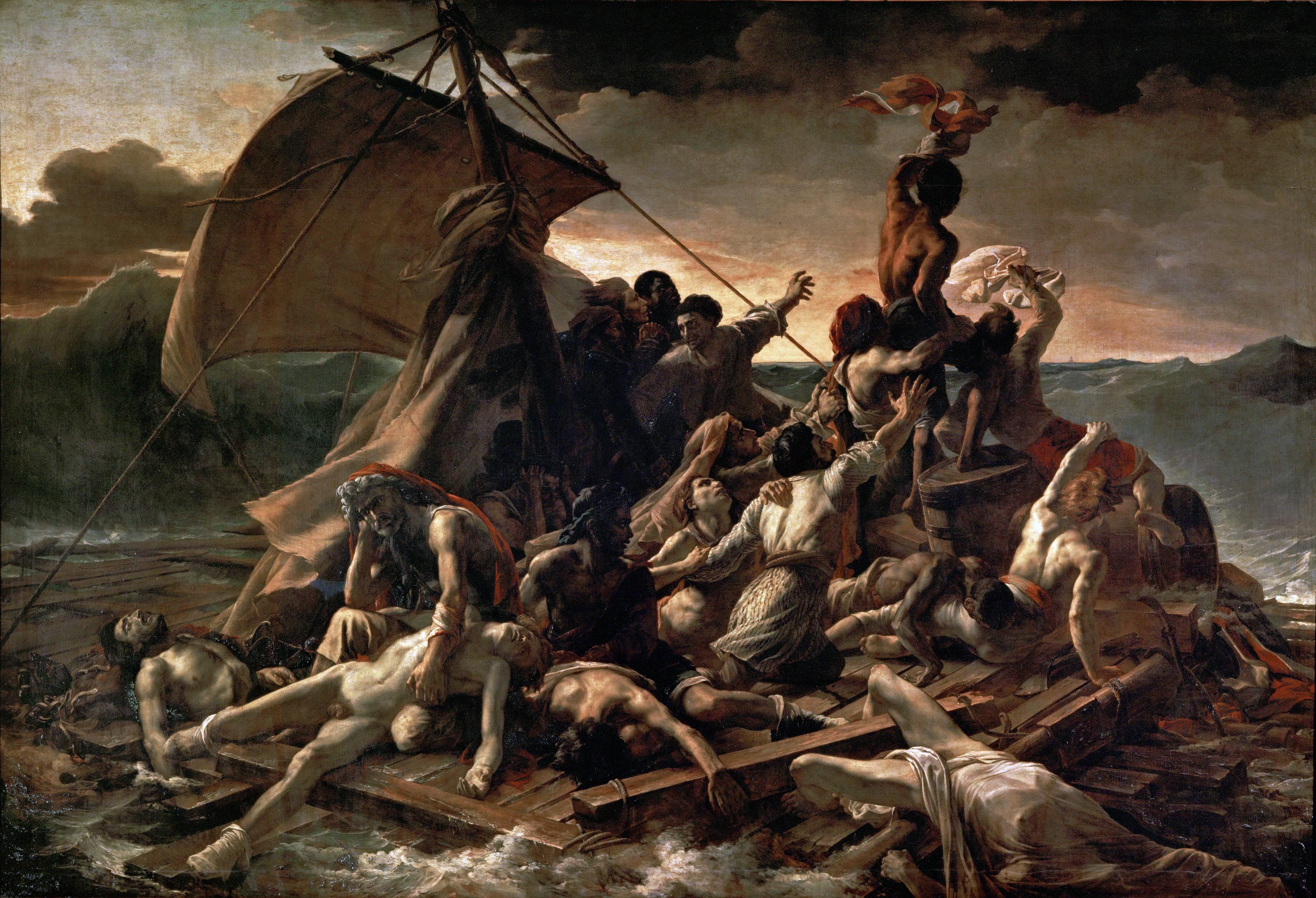
La balsa de la Medusa, de Théodore Géricault (romanticismo).

En los salones franceses monopolizados por el academicismo, la exhibición de La balsa de la Medusa de Gericault (1819) supuso un escándalo de mucho mayores dimensiones. Frente a los demás cuadros, equilibrados y convencionales, mostraba cadáveres descompuestos en un primer plano, contrastaba gestos de desesperación y entusiasmo de un abigarrado grupo de personajes que dan la espalda al espectador (ajenos al decorum que se pretendía de las representaciones heroicas), y evidenciaba la pequeñez de la humanidad frente a un entorno natural hostil. En el contexto de la revolución de 1830, la alianza de la libertad del arte con la libertad política quedó plasmada en La libertad guiando al pueblo, de Delacroix.
Grupos de pintores alemanes e italianos, los denominados nazarenos y puristas, pretendieron encontrar la belleza originaria de la pintura en la simplicidad formal y la renuncia a todo artificio, preludiando movimientos posteriores.

### Segunda mitad del siglo XIX
Precedidos por Courbet, considerado por algunos como iniciador de la pintura independiente, dos pintores franceses cubren la segunda mitad del siglo XIX, pasando por todos los movimientos rupturistas y haciendo de "maestros de pintores": Édouard Manet y Paul Cézanne, cuya identificación con realismo o impresionismo no pasa de ser una etiqueta historiográfica que no cubre la totalidad de sus amplias y complejas trayectorias.

#### Realismo

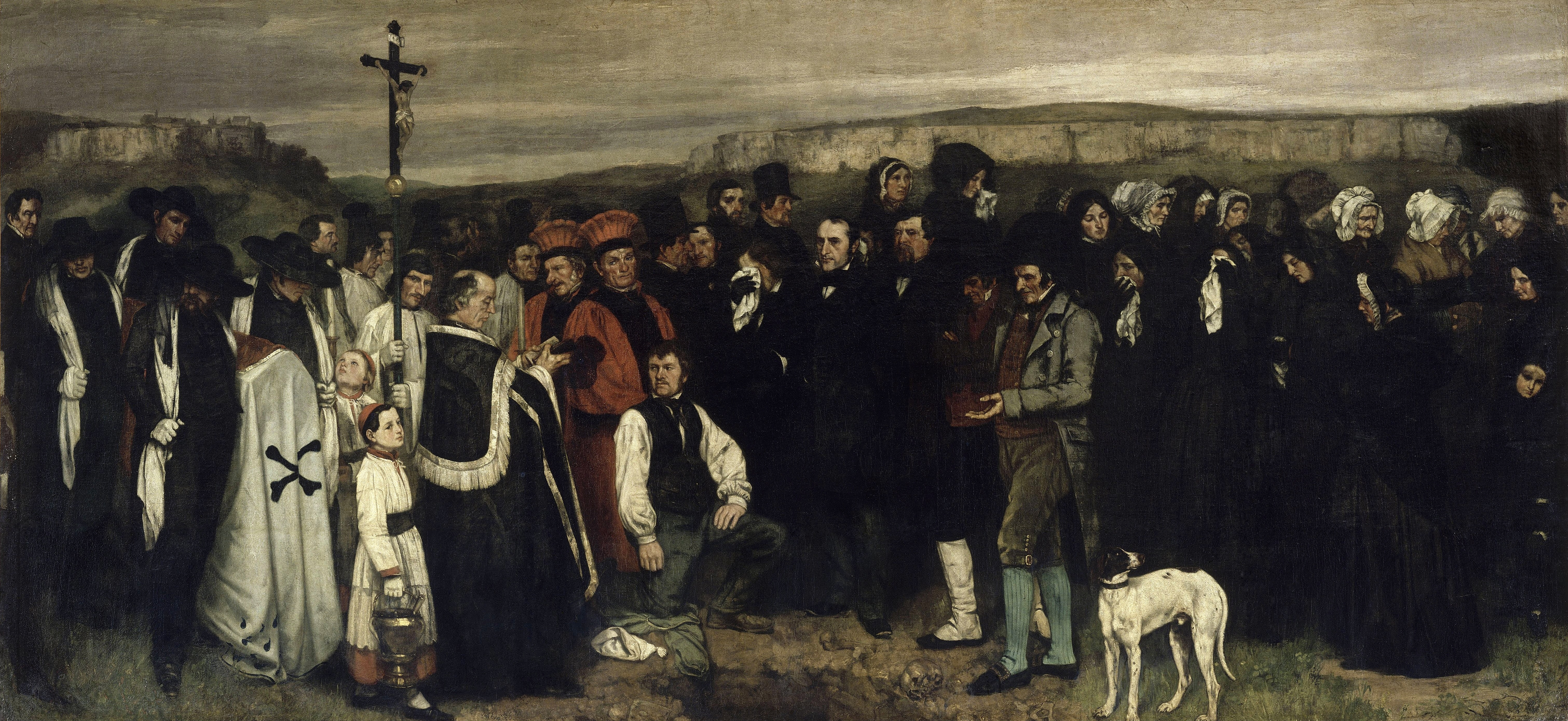
Entierro en Ornans, de Gustave Courbet (realismo).

El romanticismo ya había plasmado en la pintura el protagonismo histórico de las masas (visible en Goya y Delacroix), pero Courbet no necesitó para ello emplear temas heroicos, sino cotidianos, traspasando los límites de la obscenidad. Técnicamente, encontró recursos expresivos en la pincelada gruesa, el aspecto inconcluso y la composición poco convencional, con encuadres abruptos, que provocaban rechazo. Buscando una total libertad artística, renunció expresamente a transigir con el gusto dominante y expuso por su cuenta, de forma independiente, su provocativo El taller del pintor a las puertas del Salon de Paris de 1855, apoyado por un grupo intelectual en el que se hallaban Charles Baudelaire, Pierre Proudhon y el crítico Jules Champfleury. Entre los pintores que se asocian al movimiento estuvieron el dibujante satírico Daumier y el paisajista Jean-François Millet, procedente de la Escuela de Barbizon (Théodore Rousseau, Corot, quienes previamente habían renovado el paisajismo influidos por una exposición de Constable en París). También estuvo presente el estadounidense Whistler, que se terminó distanciando de Courbet, entre otras cosas, por el atrevimiento del francés en la forma de retratar a una modelo de la que ambos eran amantes (El origen del mundo, 1866).

Lilith, de Dante Gabriel Rossetti (pre-rafaelismo).

Simultáneamente, en Inglaterra se desarrollaba la pintura victoriana. El academicismo dominante fue desafiado por las teorías artísticas de John Ruskin, que defendía la superioridad de los modernos frente a los antiguos (comparando a Turner con las convenciones vigentes desde el renacimiento al neoclasicismo). Se abrieron paso nuevos movimientos de renovación pictórica, especialmente el liderado por Ford Madox Brown y la Hermandad Pre-Rafaelita (Dante Gabriel Rossetti, John Everett Millais, William Holman Hunt), que pretendía recuperar la pureza primitiva de la pintura anterior al siglo XVI. La sensación de pérdida de los valores de la obra artesana bien hecha frente a la producción industrial masificada llevó al movimiento arts and crafts (William Morris, Edward Burne-Jones). Ya a finales de siglo, la escuela de Newlyn se especializó en la representación de escenas marineras.
Otras escuelas nacionales fueron desarrollando producciones pictóricas con mayor o menor grado de utilización de recursos poco académicos, difundidos por el plenairismo (au plen air, pintura directa en el exterior, que estimula una menor preocupación por el acabado que por el reflejo de las sensaciones visuales y la luz cambiante, imponiendo la pincelada suelta y distintas texturas) y que muy a menudo se etiquetan como precedentes del impresionismo, a pesar de ser más propiamente realistas, como los macchiaioli italianos (Giovanni Fattori, Giuseppe Abbati, Silvestro Lega, Telemaco Signorini), los peredvizhniki rusos (Iliá Repin), pintores alemanes (Adolph von Menzel, Wilhelm Leibl, Max Liebermann, Franz von Lenbach, Hans Thoma), españoles (Mariano Fortuny, Federico de Madrazo, Eduardo Rosales, Carlos de Haes, Antonio Gisbert, Casado del Alisal, Martí Alsina), escandinavos (pintores de Skagen), estadounidenses  (escuela del río Hudson) o australianos (escuela de Heidelberg).
No obstante, la mayor parte de la producción pictórica, incluida la mayor parte de la de muchos pintores citados, respondía a criterios convencionales y coincidentes con el gusto burgués dominante, lo que les garantizaba su éxito de mercado (retrato pictórico, preciosismo en los acabados y costumbrismo de las escenas de género -Vicente Palmaroli-, pintura de historia institucional y reconstrucciones historicistas -Lawrence Alma-Tadema-), aunque retrospectivamente se califiquen incluso de gusto vulgar o kitsch (art pompier).

#### Impresionismo

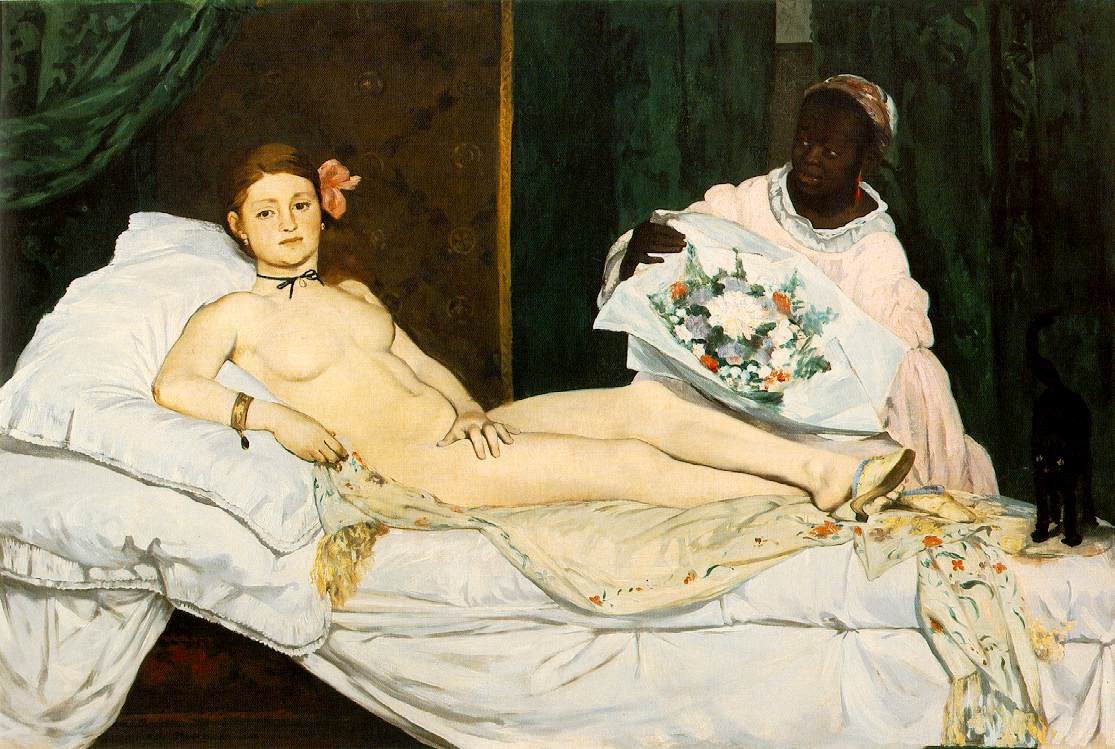
Olympia, de Edouard Manet.

El Déjeuner sur l'Herbe y la Olympia de Édouard Manet causaron el Salon des Refusés de 1863 ("Salón de los rechazados") un escándalo similar al que consiguió el Taller de Courbet una década antes. A pesar de su evidente continuidad con el realismo, son considerados el precedente más directo de la gran renovación pictórica del último cuarto del siglo, que en estos cuadros aún no estaba presente.
La técnica impresionista fue un innovador concepto en la utilización de la luz y el color: su disposición en el lienzo a través de pinceladas sueltas de colores puros, que no se mezclan en la paleta del pintor sino en la retina del espectador, acentuando los contrastes por la oposición de los complementarios, y buscando los efectos de vibración y luz reflejada. Tal innovación fue obra de un grupo de pintores franceses (Claude Monet, Pierre-Auguste Renoir, Edgar Degas, Camille Pissarro, Alfred Sisley, Frédéric Bazille, Berthe Morisot) que fue bautizado como impresionistas por el título que Monet dio a uno de sus cuadros (Impression, soleil levant -"Impresión, sol naciente"-) en la primera de las exposiciones de la Société anonyme des artistes peintres, sculpteurs et graveurs ("Sociedad anónima de artistas pintores, escultores y grabadores", 15 de abril de 1874).

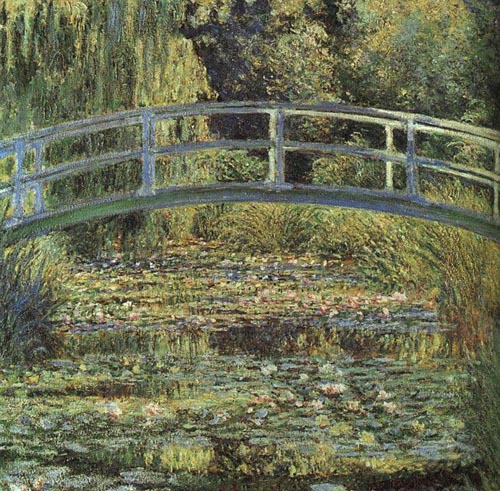
Le Bassin aux nymphéas, harmonie verte, de Claude Monet (impresionismo).

Su impacto en el resto del mundo es un tema debatido, puesto que, aunque la difusión de los nuevos conceptos es innegable (aplicados en Alemania por Lovis Corinth, Max Liebermann o Max Slevogt, en Austria-Hungría por László Mednyánszky, en el Imperio Ruso por Konstantin Korovin, Valentin Serov o el polaco Władysław Podkowiński, en Estados Unidos por William Merritt Chase o Mary Cassatt, en el Reino Unido por Walter Richard Sickert o Philip Wilson Steer), también se ha exagerado la identificación como impresionistas de muchos pintores, para los que alternativamente se utilizan también otras etiquetas ambiguas, como la del luminismo (utilizada para designar a estadounidenses como George Caleb Bingham, John Frederick Kensett o Albert Bierstadt, a belgas como Emile Claus, Gustave De Smet, Frits Van den Berghe o Constant Permeke, o a españoles como Joaquín Sorolla, Ignacio Pinazo, Teodoro Andreu, Francisco Benítez Mellado o Vicente Castell), que a veces es relegada a la condición de "pseudo-impresionismo".

#### Postimpresionismo

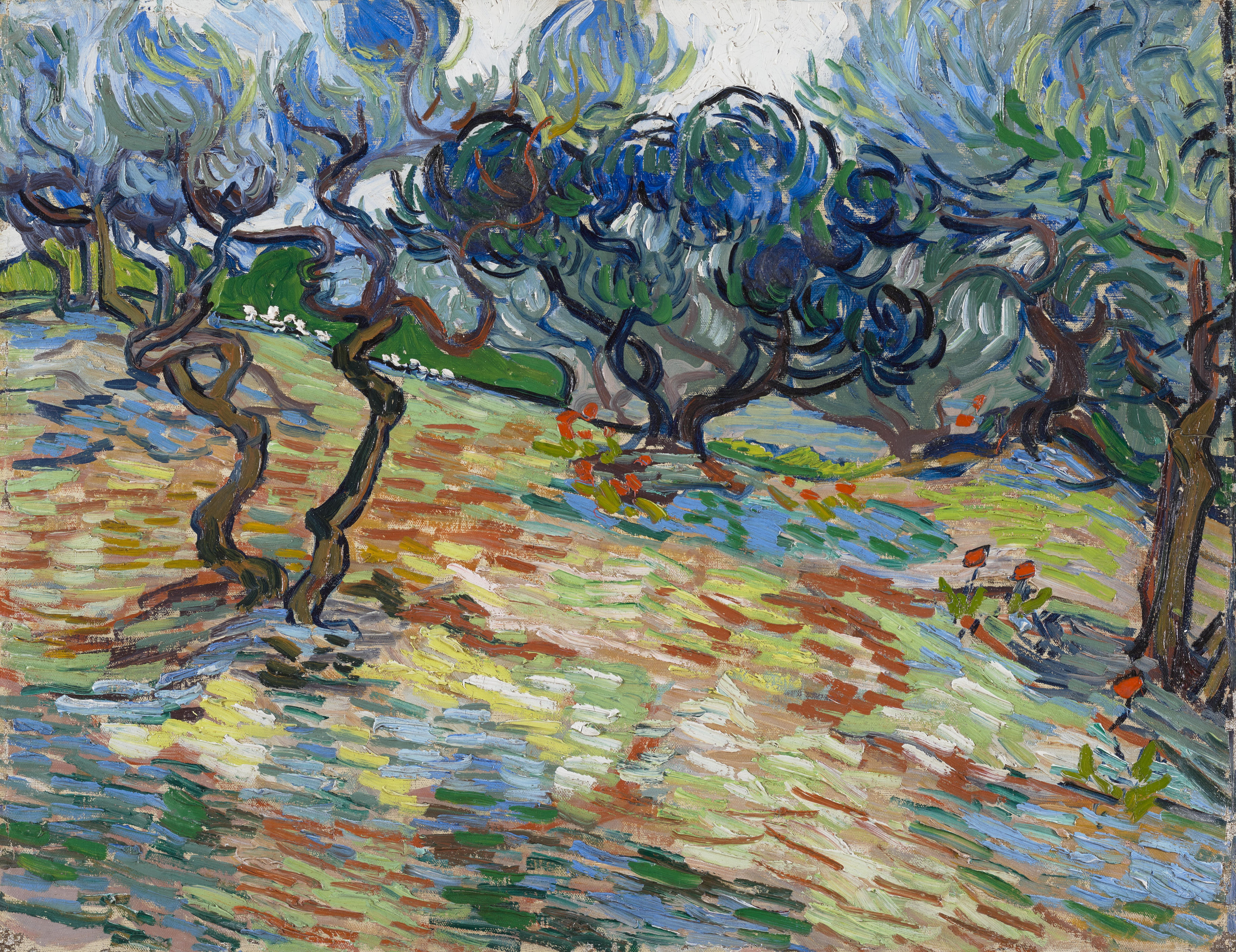
Olivos, de Vincent Van Gogh (posimpresionismo).

Los últimos años del siglo XIX (el fin de siécle) y el comienzo del siglo XX son un periodo de gran agitación intelectual en el que se derrumban los paradigmas científicos (revolución relativista, revolución neuronal, revolución freudiana, etc.)
Desde 1884 se venía celebrando el Salon des Indépendants ("Salón de los independientes") gestionado por la Société des Artistes Indépendants fundada, entre otros, por Albert Dubois-Pillet, Odilon Redon, Georges Seurat y Paul Signac, bajo el lema Sans jury ni récompense ("Sin jurado ni recompensa"). Después de las ocho exposiciones impresionistas (la última, en mayo y junio de 1886), las innovaciones conceptuales que escandalizaban pocos años atrás (y que seguirían siendo explotadas por muchos años más) habían pasado a ser caminos poco estimulantes para los pintores más inquietos, que las encontraban insuficientes para sus necesidades expresivas.
Uno de los más veteranos impresionistas, Paul Cézanne, sin renunciar al color y la luz, encontró ese camino en la simplificación de volúmenes en cuerpos geométricos (esferas, cilindros, conos -pretendía "conquistar París con una manzana"-); Henri de Toulouse-Lautrec en la recuperación del dibujo, extremado en gruesas líneas para el contorno de las figuras; Vincent Van Gogh en la pincelada gestual, prolongada en giros y espirales; Paul Gaugin en la extensión de las superficies planas de colores homogéneos (cloisonné). Buena parte de estos nuevos enfoques tenían explícitas influencias del exótico arte japonés (japonismo), cuyas convenciones tradicionales, bien distintas de las de la pintura occidental, se convertían en alternativas inéditas cuando se aplicaban con los criterios rupturistas de estos pintores.
Los que optaron por una profundización conceptual en el significado de lo representado, frente al que se establecen conexiones misteriosas u ocultas, han sido etiquetados como simbolistas (Odilon Redon, Puvis de Chavannes), denominación ambigua que también se aplica a Gaugin o Van Gogh.

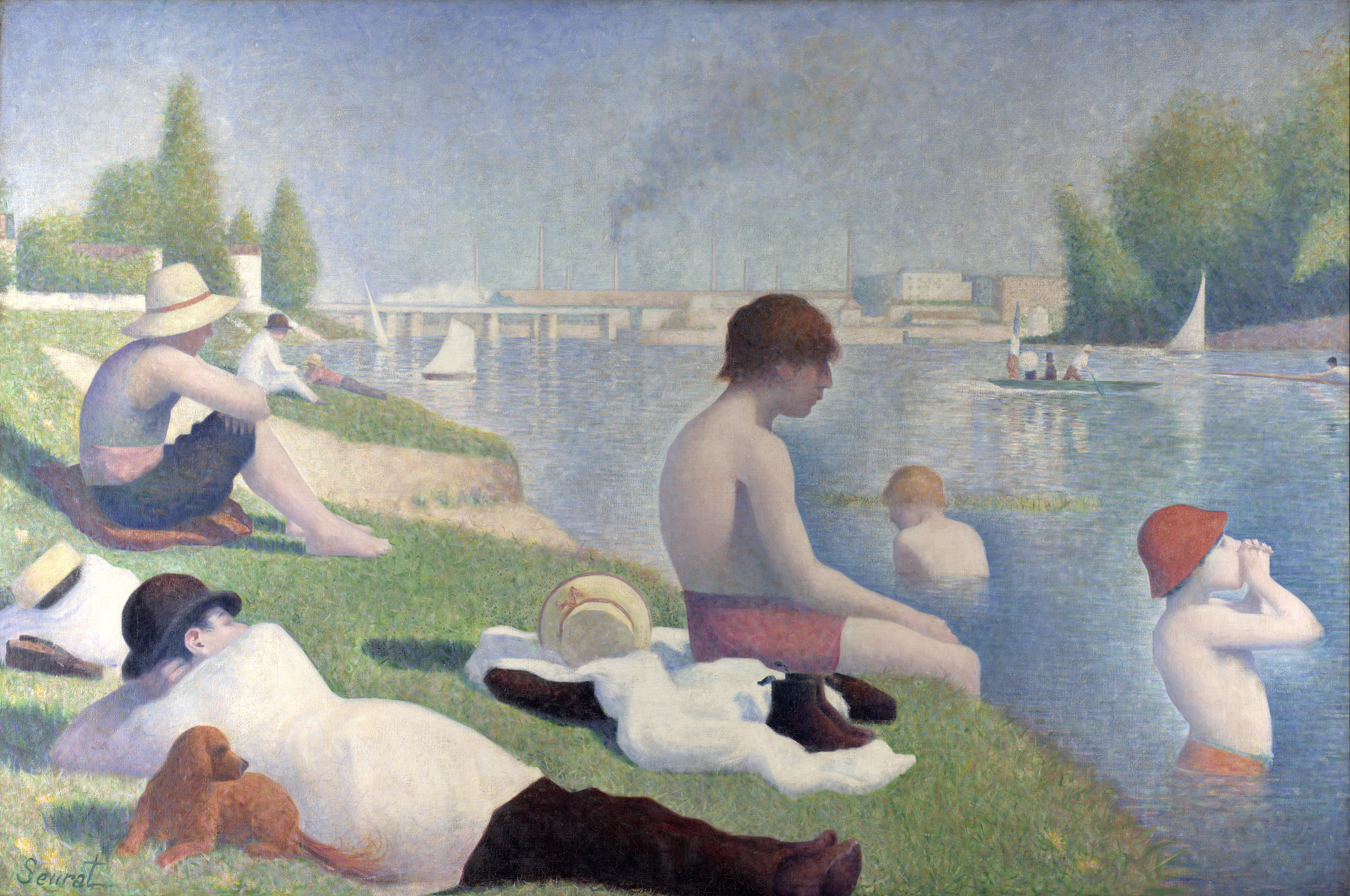
Une baignade à Asnières ("Un baño en Asnières"), de Georges-Pierre Seurat (puntillismo).

El neoimpresionismo (denominado alternativamente como puntillismo y divisionismo, con distintas implicaciones) de Georges Seurat y Paul Signac planteaba llevar la técnica del impresionismo a su extremo, reduciendo la aplicación de los pigmentos puros a puntos, que observados en la distancia componían las imágenes con un efecto impactante.
Se crearon nuevos y múltiples colectivos de artistas con distintos y a menudo opuestos criterios, que en algún caso (como la fallida comunidad que intentó crear Van Gogh en Arlés) respondían a la necesidad de salir del ambiente de París: escuela de Pont-Aven (Gaugin, Louis Anquetin, Émile Bernard, Charles Laval, Émile Schuffenecker, Paul Sérusier, Maxime Maufra), bande noire ("banda negra", denominados nubians por sus tonos sombríos y naturalistas por su temática social, liderados por Charles Cottet, o los nabis ("profetas", que experimentaron con el uso del color, liderados por Sérusier -Félix Vallotton, Édouard Vuillard, Pierre Bonnard, Maurice Denis-), les vingtistes ("los veintistas", grupo belga que funcionó entre 1883 y 1893 -James Ensor, Théo van Rysselberghe, Fernand Khnopff-, con el que se relacionó el español Darío de Regoyos).

#### "Art Nouveau", "Sezession" o Modernismo

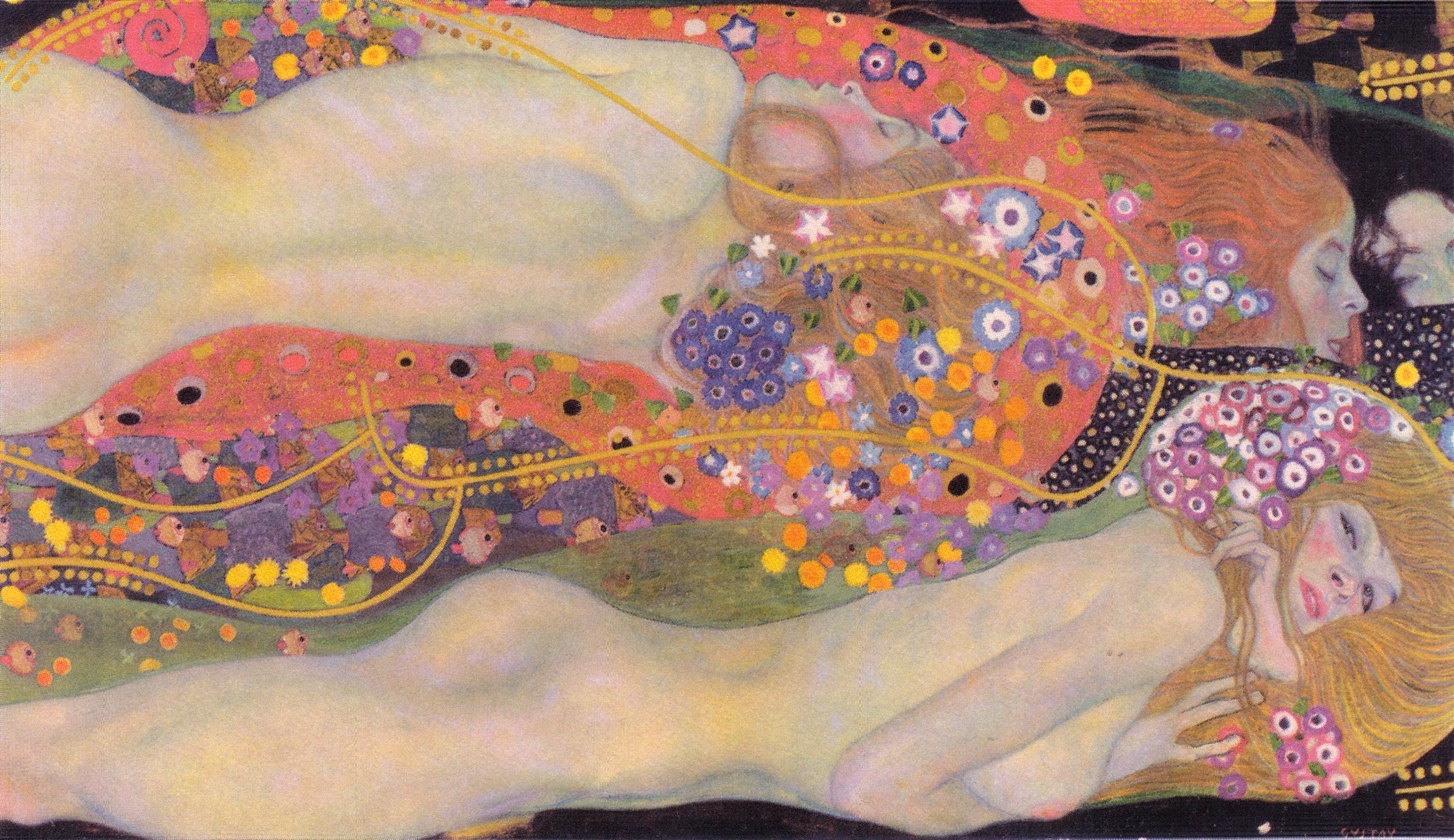
Sirenas, de Gustav Klimt (modernismo).

En contraposición tanto al academicismo como al impresionismo, los pintores identificados con las etiquetas modernista (en España, especialmente el modernismo catalán: Ramón Casas, Santiago Rusiñol, José María Sert -no debe confundirse con la utilización del término inglés modernism, identificable con "vanguardismo" o "arte moderno"-), jugendstil (Alemania y Austria-Hungría, donde se asocia a la sezession vienesa o berlinesa: Gustav Klimt, Egon Schiele, Max Klinger, Alfons Mucha), o la más extendida de art nouveau (en Francia, Bélgica y otros países: Henri Evenepoel, Theodore van Rysselberghe, Theophile Alexandre Steinlen, Jules Cheret, Leonetto Cappiello, Jan Toorop, Franz von Stuck), abandonaron los temas cotidianos por los contenidos simbólicos y conceptuales, entre los que destacaba la mujer, con un tratamiento erótico que llega hasta la perversión (un movimiento simultáneo, muy relacionado, se denomina decadentismo -Félicien Rops, Gustave Moreau, Odilon Redon-). Técnicamente se insistía en la pureza de la línea (lo que daba a la pintura un carácter fuertemente bidimensional) y la expresividad del dibujo (se ha considerado precedente del expresionismo posterior), ambas cosas ya presentes en autores postimpresionistas, especialmente en Toulouse-Lautrec. Las formas orgánicas (especialmente vegetales: flores, hojas y tallos curvilíneos y retorcidos), ya presentes en movimientos ingleses anteriores (prerrafaelismo y arts and crafts), se convierten en un leit motiv paralelo a las formas decorativas de las artes gráficas, con las que están estrechamente identificadas (cartelismo, reproducción litográfica). El formato preferido era mucho más alargado o apaisado que el tradicional (determinado por la razón áurea).
El hito fundacional del estilo fue la impactante aparición en las calles de París de los carteles litográficos publicitarios de Alfons Mucha para la actriz Sarah Bernhardt (Gismonda, 1 de enero de 1895), por lo que inicialmente se le llamaba estilo Mucha. La asociación del movimiento con los valores dinámicos de la vida cotidiana de la modernidad, la sociedad de consumo de masas, los nuevos medios de comunicación y la publicidad fue evidente hasta en las diferentes denominaciones que fue recibiendo espontáneamente en cada lugar: en Londres, liberty (por la tienda Liberty & Co.), en Múnich jugendstil (por la revista Jugend -"juventud"-).

#### Simbolismo
La pintura simbolista fue una de las principales manifestaciones artísticas del simbolismo, un movimiento cultural surgido a finales del siglo XIX en Francia y que se desarrolló por diversos países europeos. El inicio de esta corriente se dio en poesía, especialmente gracias al impacto de Las flores del mal de Charles Baudelaire (1868), que influyó poderosamente en una generación de jóvenes poetas entre los que destacan Paul Verlaine, Stéphane Mallarmé y Arthur Rimbaud. El término «simbolismo» fue acuñado por Jean Moréas en un manifiesto literario publicado en Le Figaro en 1886. Las premisas estéticas del simbolismo pasaron de la poesía a otras artes, especialmente la pintura, la escultura, la música y el teatro. La cronología de este estilo es difícil de establecer: el punto álgido se encuentra entre 1885 y 1905, pero ya desde los años 1860 había obras que apuntaban al simbolismo, mientras que su culminación puede establecerse en el inicio de la Primera Guerra Mundial.
En pintura, el simbolismo fue un estilo de corte fantástico y onírico que surgió como reacción al naturalismo de la corriente realista e impresionista, frente a cuya objetividad y descripción detallada de la realidad opusieron la subjetividad y la plasmación de lo oculto y lo irracional; frente a la representación, la evocación o la sugerencia. Así como en poesía el ritmo de las palabras servía para expresar un significado trascendente, en pintura se buscó la forma de que el color y la línea expresasen ideas.

## SigloXX
Son innumerables las tendencias y subtendencias de la pintura del siglo XX. En general, suelen estudiarse en relación con los acontecimientos políticos y sociales de la época, diferenciándose entre las vanguardias históricas anteriores a la Primera Guerra Mundial (fovismo, cubismo, futurismo, expresionismo) y las del período de entreguerras (constructivismo, dadá, surrealismo, Bauhaus, Art Decó, muralismo mexicano). Más problemática es la relación con las vanguardias estéticas de movimientos como el realismo socialista, el arte fascista, el arte nazi o el arte del franquismo.

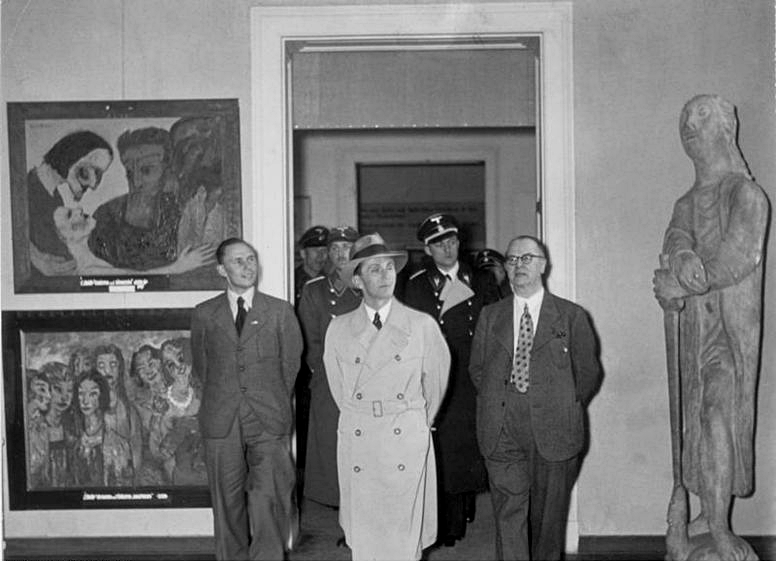
Goebbels en la exposición Entartete kunst de 1937, el denominado "arte degenerado" que los nazis habían decidido suprimir. Los dos cuadros que aparecen son de Emil Nolde. Véase arte nazi.

La Segunda Guerra Mundial marca la ruptura época con el traslado del centro de la actividad artística de Europa (sobre todo París -Escuela de París-) a Estados Unidos (Nueva York). Pintores estadounidenses protagonizaron los nuevos movimientos también calificados como vanguardistas, como Jackson Pollock (action painting, la denominada Escuela de Nueva York -expresionismo abstracto-) y Andy Warhol (Pop Art).
El último período del siglo XX, que puede considerarse iniciado con la muerte de Picasso, que coincide con el final de la guerra de Vietnam (1973), ha sido identificado con términos como deconstrucción, postmodernidad o transvanguardia.

### Vanguardias históricas

#### Hasta la Primera Guerra Mundial (1914-1918)
Las denominadas "vanguardias históricas" son las que surgieron en los primeros años del siglo XX, tras un fin de siècle dominado por el modernismo y el simbolismo. Una belle époque en la que la amenaza de la guerra era cada vez más perturbadora (paz armada).

##### Fauvismo
Los fauves ("fieras"), siguiendo el precedente de los nabis de 1888, usaban el color de forma arbitraria, abstrayéndolo de la objetividad visual y poniéndolo en relación con su propia subjetividad, estuviera relacionada con alguna justificación formal o con cualquier necesidad expresiva (cuya justificación dejaba por tanto de ser necesaria). El grupo recibió su denominación por el escándalo que suscitaron en el Salon d'Automne de 1905 (Henri Matisse, André Derain, Albert Marquet, Charles Camoin, Louis Valtat, Henri Evenepoel -belga-, Maurice Marinot, Jean Puy, Maurice de Vlaminck, Henri Manguin, Raoul Dufy, Othon Friesz, Georges Rouault, Kees van Dongen -holandés-, Alice Bailly -suiza- y Georges Braque -que a los pocos años inició con Picasso el cubismo-).

##### Expresionismo, "Die Brücke"

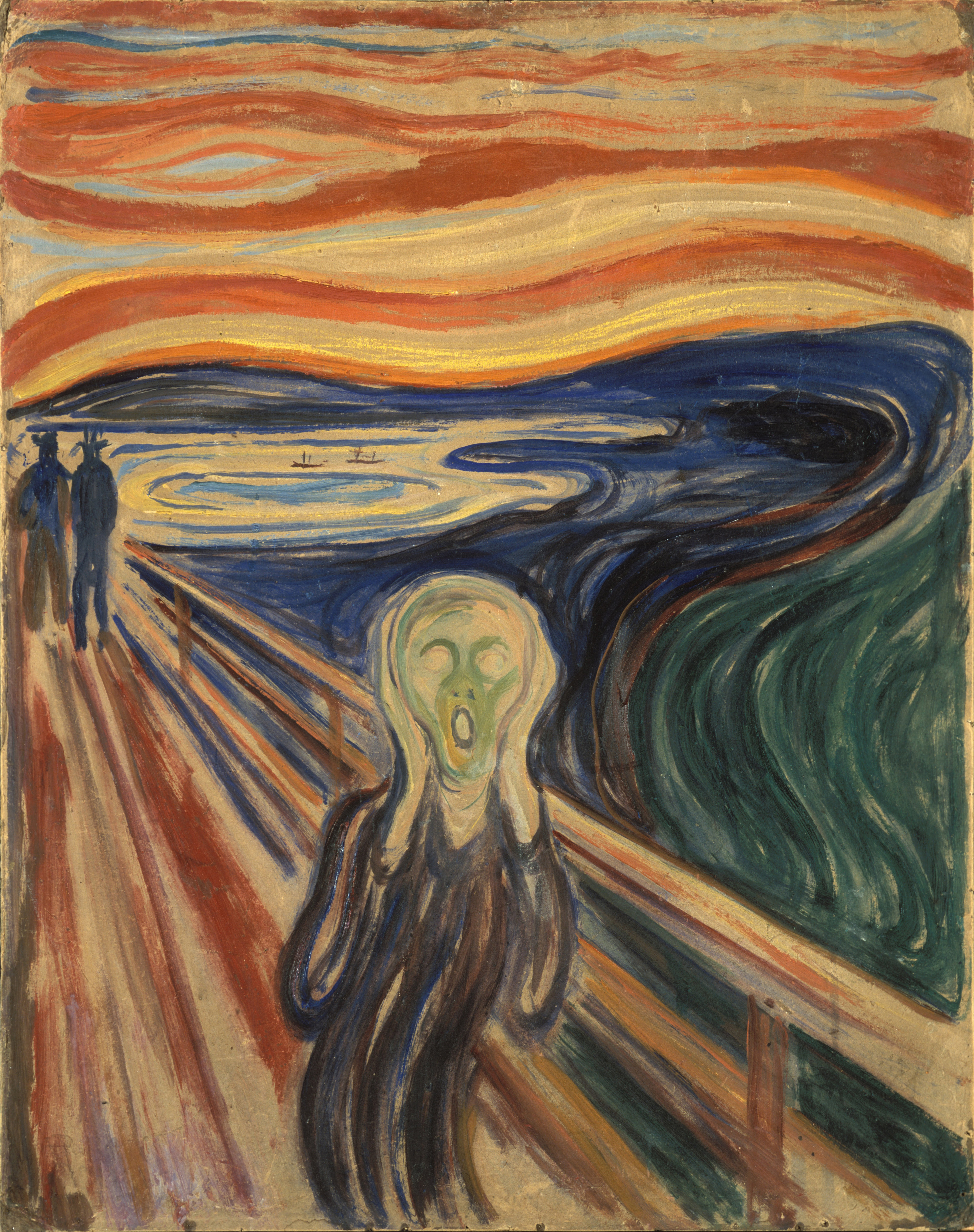
El grito de Edvard Munch, se encuentra rodeado de medidas de seguridad en el Museo Munch de Oslo, tras ser recuperado de su segundo robo. El robo de pintura contemporánea ha sido una constante vinculada a su valoración económica.

El expresionismo, del que es un cercano precedente El grito (del noruego Edvard Munch, 1893), fue un movimiento pictórico gestado en Alemania en torno al grupo Die Brücke (1905, Ernst Ludwig Kirchner, Emil Nolde).

##### Cubismo y Futurismo

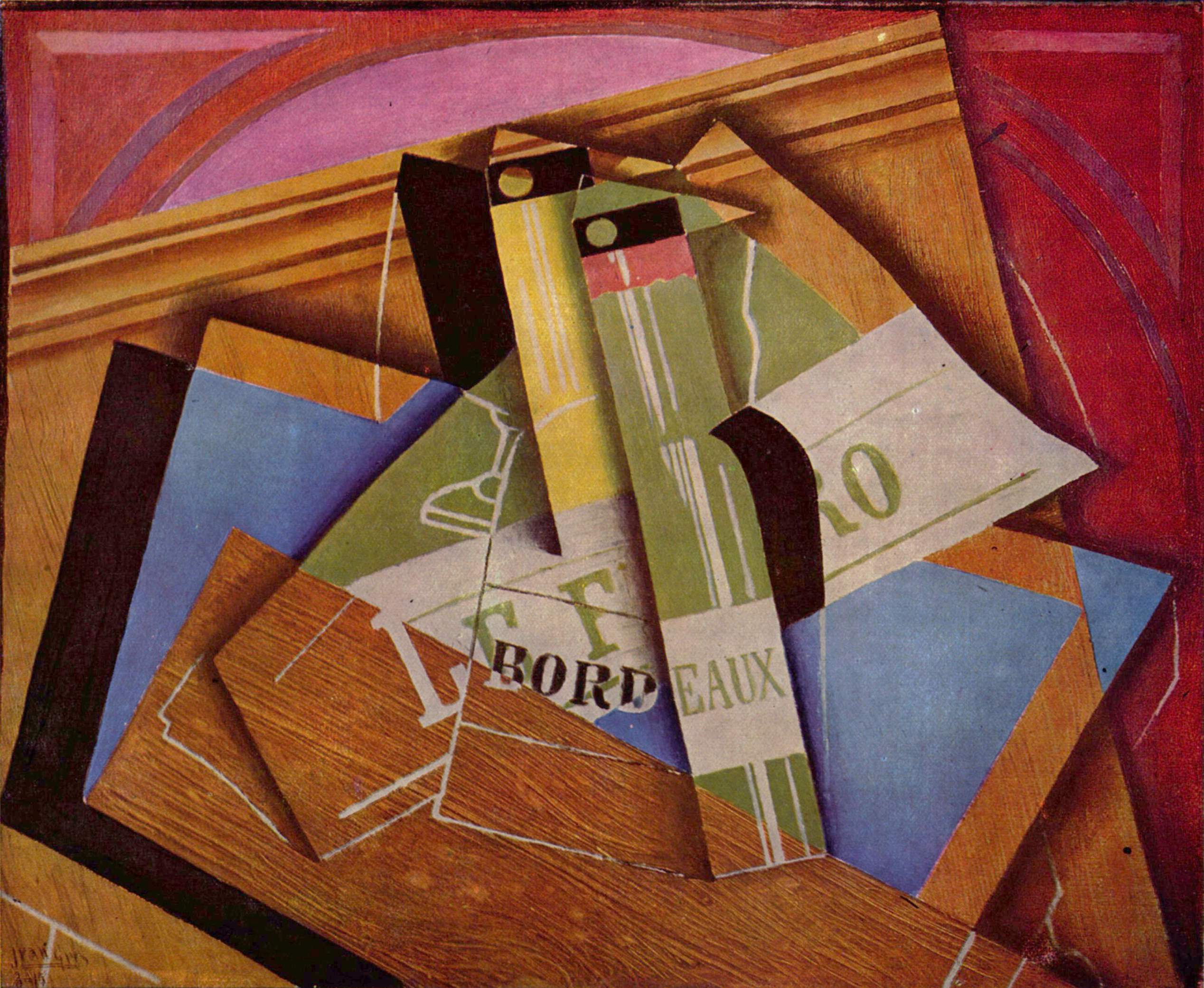
Bodegón con botella de Burdeos, de Juan Gris (cubismo).

El cubismo de Pablo Picasso (Las señoritas de Aviñón, 1907), Georges Braque, Fernand Léger, Juan Gris o María Blanchard, representaba las figuras a través del desdoblamiento de los planos que componen su superficie y técnicas innovadoras, como el uso del collage que añade todo tipo de materiales a la materia pictórica. Se ha señalado la influencia en el cubismo de los volúmenes de Cezanne; aunque también del primitivismo buscado en las máscaras africanas y en la pintura románica.
El futurismo de Boccioni y otros pintores italianos, en torno al poeta Marinetti (Manifiesto futurista, 1909), también pretendía aproximarse a una realidad visual más profunda, pero evocando el movimiento y la velocidad, multiplicando la representación sucesiva de la misma figura, con lo que obtenía efectos visuales hasta cierto punto similares a los del cubismo. El Desnudo bajando una escalera de Marcel Duchamp (1912), que fue rechazado por los cubistas cuando fue presentado en el Salon des Indépendants de ese año presentaba características de ambos estilos. Su exposición en el Armory Show de Nueva York (1913) fue ampliamente ridiculizada en la prensa, y contribuyó de forma notable a la difusión de las vanguardias.
Frente a la mayor pervivencia del expresionismo, que no solo sobrevivió a la Primera Guerra Mundial, sino que intensificó con ella su caudal de agresividad temática; cubismo y futurismo tuvieron una vida corta, aunque muy fructífera. Con gran rapidez dieron origen a una gran variedad de movimientos pictóricos, igualmente efímeros, que en algún caso se consideran precedentes de la abstracción, como el purismo (Amédée Ozenfant), el orfismo (Robert Delaunay y František Kupka), el vorticismo británico (Wyndham Lewis, Edward Wadsworth), el rayonismo ruso (Miguel Larionov y Natalia Goncharova), el sincromismo estadounidense (Stanton MacDonald-Wright y Morgan Russell), el neocubismo español (Daniel Vázquez Díaz y Pancho Cossío), etc.

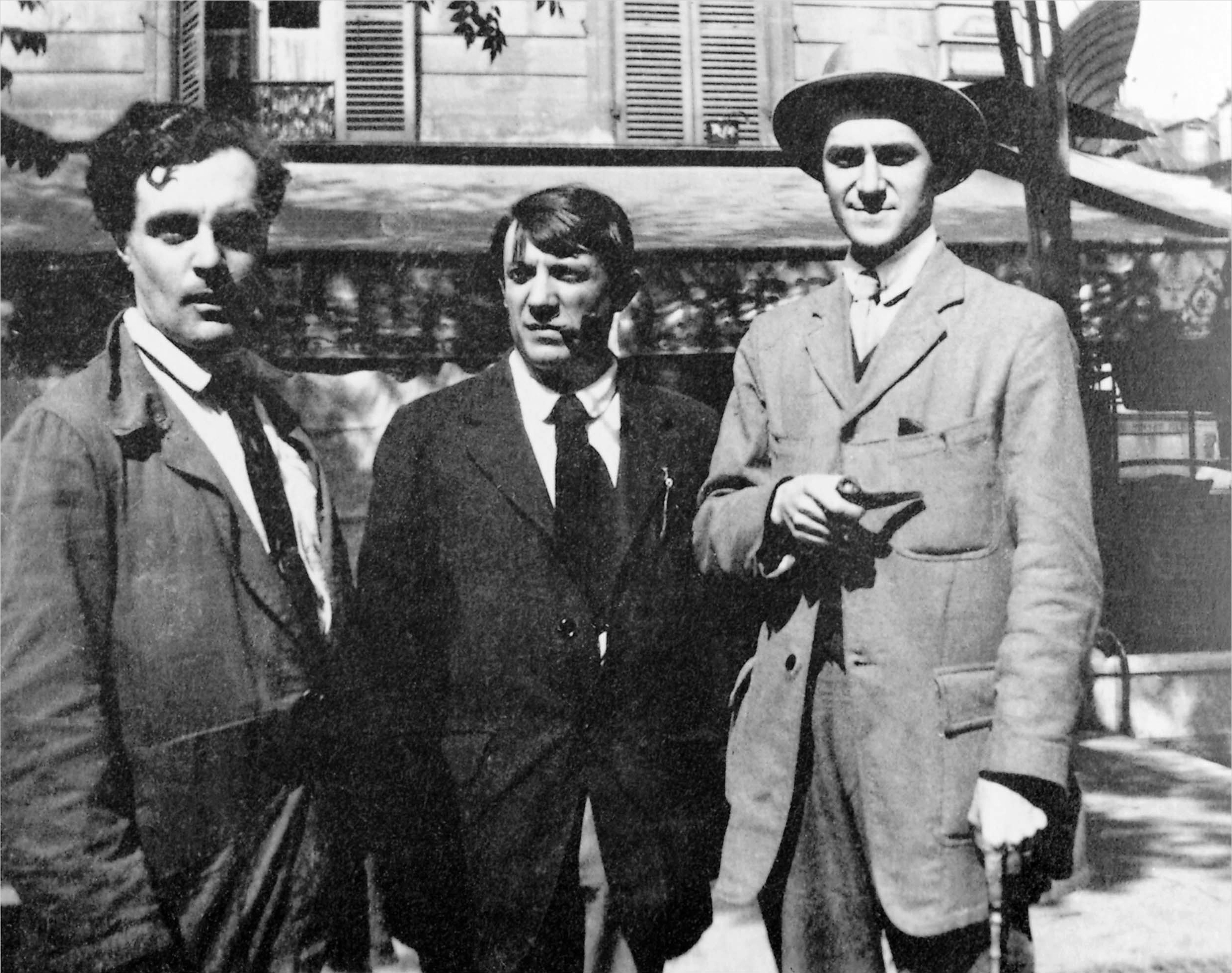
Modigliani, Picasso y André Salmon, protagonistas de las denominadas "vanguardias históricas" en París, 1916.

#### Periodo de entreguerras (1918-1939)
En este periodo continuaron desarrollándose las vanguardias históricas de la etapa anterior, y surgieron otras nuevas, en una sucesión frenética de etiquetas y manifiestos. La adscripción de cada pintor a un solo movimiento es en sí misma un error, dada la fluidez de contactos entre ellos y la evolución personal de cada uno; siendo el caso más evidente el de Picasso, que pasó por todos. Otros, como Balthus, negaron explícitamente que los pintores y su pintura debieran ser objeto de clasificación o comentario, sino solo de contemplación.

##### Expresionismo, Nueva Objetividad y "Der Blaue Reiter"
El expresionismo fue la corriente predominante en los países nórdicos y Europa central, y se pueden asociar a ella muchos pintores de todas las nacionalidades (Amadeo Modigliani, Chaïm Soutine, José Gutiérrez Solana). Hasta tres generaciones de expresionistas desarrollaron una pintura representativa y comprometida con la realidad; en algún caso planteándose explícitamente como una reacción contra el propio expresionismo: la Neue Sachlichkeit ("Nueva objetividad", Christian Schad, Otto Dix, George Grosz, Oskar Kokoschka). Un movimiento de la segunda generación expresionista, Der Blaue Reiter ("El jinete azul", Vasily Kandinsky, Paul Klee, Franz Marc, August Macke) derivó hacia la pintura abstracta al entender que solo era posible representar el interior del ser y el pensamiento a través de formas no figurativas (abstracción lírica).

##### Constructivismo, "De Stijl", Suprematismo

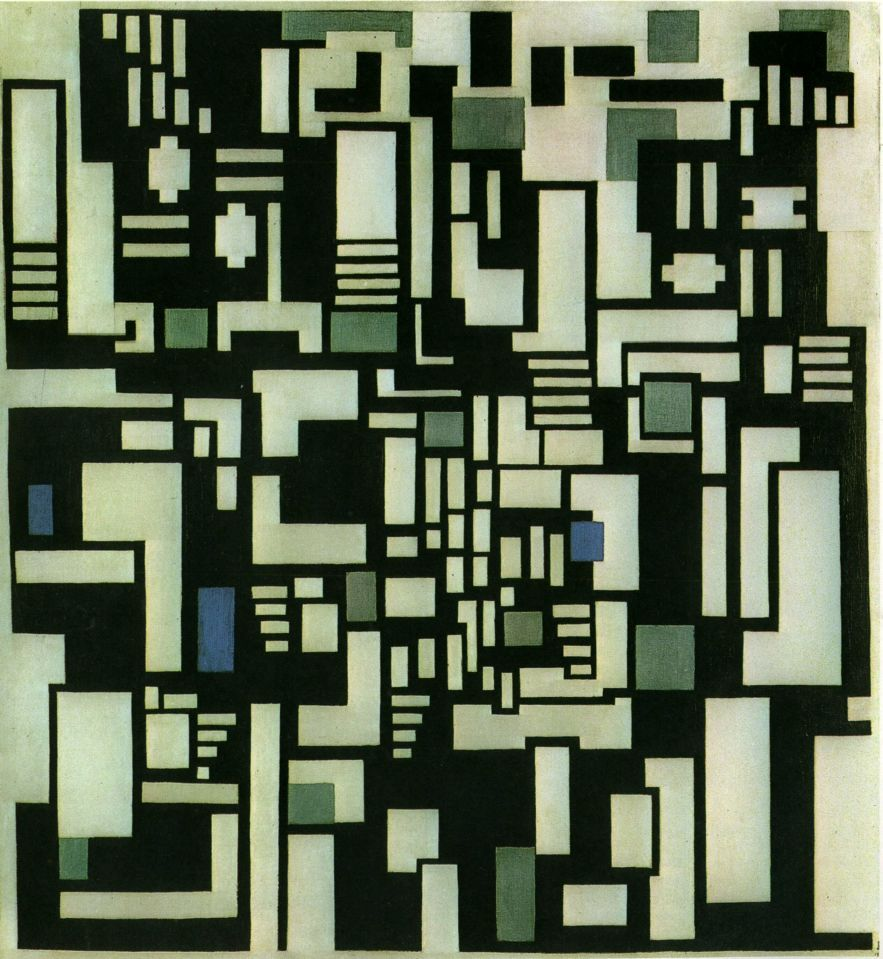
Composition IX: jugadores de cartas, de Theo van Doesburg.

El neoplasticismo o constructivismo holandés, del grupo De Stijl ("El estilo", 1917, Piet Mondrian, Theo van Doesburg), desarrolló una abstracción geométrica. La Revolución rusa de 1917 tuvo también una expresión artística inmediata en movimientos pictóricos de vanguardia como el suprematismo y el constructivismo soviético (Rodchenko y Malévich), antes de establecerse el realismo socialista.

##### Dadá y Surrealismo
El movimiento dadá (palabra elegida al azar) fundado en Zúrich en 1916, implicó a pintores franceses, alemanes y estadounidenses Hans Arp, Francis Picabia, Max Ernst, Man Ray). Inauguró un interés por la fantasía, lo irracional, lo extravagante y lo onírico; que el grupo surrealista (manifiesto de 1924) teorizó influenciado por el psicoanálisis y los cambios de paradigma científico (teoría de la relatividad y mecánica cuántica). Hubo precursores, como Henri Rousseau o Marc Chagall. Dentro de las manifestaciones pictóricas surrealistas se diferenciaron los surrealistas abstractos como Joan Miró o Yves Tanguy y los figurativos como René Magritte o Salvador Dalí. Fuera del grupo, pero con estrecha relación estética, estaban la pintura metafísica de Giorgio de Chirico o la obra de Marcel Duchamp que, mediante la descontextualización, convertía objetos reales de la vida diaria en formas puramente artísticas.

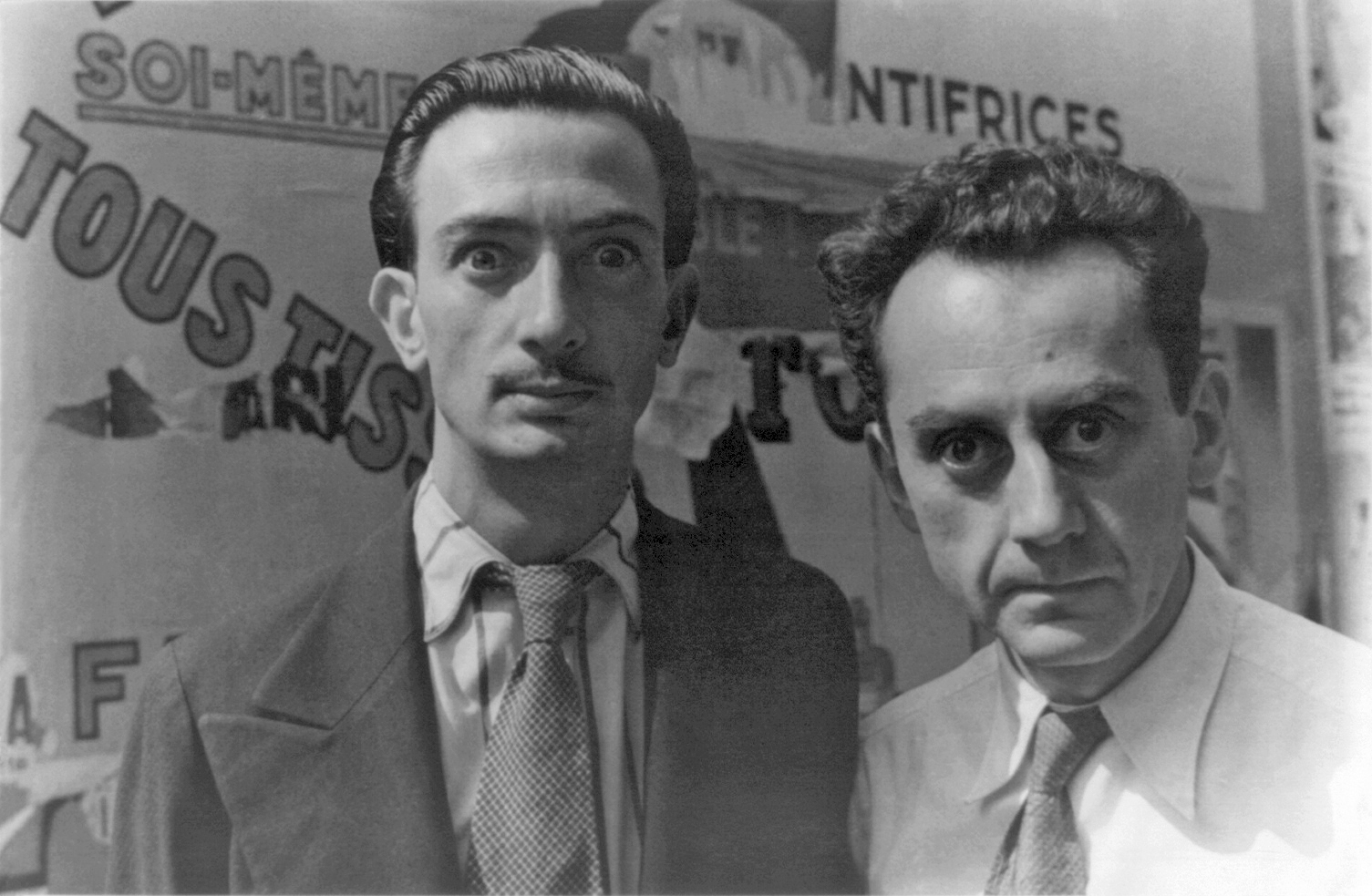
Salvador Dalí y Man Ray, dos miembros del grupo surrealista en París, 1934.

##### Bauhaus y "Art Decó"
El establecimiento de la Bauhaus, dirigida por los arquitectos Gropius y Mies Van der Rohe, tuvo un poderoso impacto en todas las artes plásticas, incluyendo una escuela de pintura a la que estuvieron asociados Lyonel Feininger, Johannes Itten, Vasili Kandinsky, Paul Klee, Gerhard Marcks, Laszlo Moholy-Nagy, Georg Muche, Oskar Schlemmer y Lothar Schreyer.
Otro movimiento inicialmente arquitectónico y de diseño, el art déco, también tuvo una vertiente pictórica importante (Tamara de Lempicka).

##### Pintura de los totalitarismos o las dictaduras
A pesar de su identificación inicial con las vanguardias, el arte de las dictaduras o de los totalitarismos (comunismo soviético -realismo socialista-, fascismo italiano, nazismo alemán -blut und boden, "sangre y suelo"-, franquismo español, movimientos parafascistas rumanos) se recondujo por razones ideológicas y propagandísticas hacia el conservadurismo estético, convergente en términos formales a pesar de la extrema oposición ideológica (por razones idénticas aunque originadas en presupuestos distintos), que exaltaba los valores populares contra los de la intelectualidad elitista, que se calificaban, dependiendo de la terminología empleada en cada caso, de desviacionistas (уклонизма -uklonizma-), burgueses, degenerados (entartete), antiespañoles, etc.[cita requerida]

##### Muralismo mexicano
En un ambiente de mayor libertad expresiva y política, aunque conectado con los presupuestos ideológicos del realismo socialista, se desarrolló el muralismo mexicano, muy implicado en las luchas entre las distintas facciones, que llegó a una extrema violencia durante la presencia de Trotski en México (Diego Rivera, José Clemente Orozco, David Alfaro Siqueiros).

### Años centrales delsigloXX
Después de la Segunda Guerra Mundial (1939-1945), el centro del mundo pictórico se traslada de París a Nueva York. Allí surgió la corriente del expresionismo abstracto (Jackson Pollock, action painting -pintura de acción-), en el marco de las tendencias informalistas y matéricas que se cultivaron también en Europa, como el tachismo (abstracción sígnico-lírica, art autre) y la pintura abstracta española que desarrollaron los grupos Dau al Set (Barcelona, Antoni Tàpies) y El Paso (Madrid, Antonio Saura); además de la obra de los numerosos artistas exiliados.
Otros pintores desarrollaron tendencias neoconcretas y tecnológicas, como los españoles del Equipo 57 o la nueva abstracción (abstracción postpictórica, Frank Stella, Barnett Newman), el Op-art ("arte óptico", Victor Vasarely) o las técnicas que llevan a traspasar las fronteras entre pintura y escultura (arte cinético -Alexander Calder-, escultopintura -Gerardo Rueda-).
A partir de los años sesenta se aprecia un regreso a lo figurativo, y se habla de tendencias neofigurativas, neorrepresentativas o neoicónicas (figuración libre), que incluyeron el art brut de Dubuffet (pintura espontánea o arte marginal), el pop art de Andy Warhol (que busca inspiración en la cultura de masas, entrando en un mundo más comercial y gráfico -Eduardo Paolozzi, Jasper Johns, Robert Rauschenberg, Roy Lichtenstein, Equipo Crónica-) o la obra de Francis Bacon y Lucian Freud. Otras líneas creativas que se ubicaban en el ámbito genérico del realismo fueron el realismo social, que se venía desarrollando en Estados Unidos desde la Gran Depresión de los años treinta (Grant Wood, Edward Hopper), o el hiperrealismo (Antonio López). 
Entre una multitud de etiquetas estilísticas para la pintura de la época, se definieron el hard edge, el videoarte, el nuevo realismo (eat art, new realism), el fotorrealismo, el minimal o minimalismo, el arte conceptual (idea art), el happening, el arte ambiental (land art, earth art o arte terrestre), el realismo figurativo, el espacialismo, el funk art, la figuración narrativa, el neoconcretismo, el neodadaísmo, el nuevo reducionismo, fluxus, etc.

### Último cuarto delsigloXXy comienzos delsigloXXI
Las posibilidades de expresión pictórica se han diversificado hasta incluir instalaciones artísticas y utilizaciones del espacio artístico herederas de los happenings, el arte conceptual y el minimal de mediados de siglo; el arte povera realizado con materiales de desecho; el graffiti y otras expresiones gráficas vinculadas a subculturas juveniles; el land art o arte ecológico que implica a la propia naturaleza; el body art en el que el cuerpo hace de soporte; el arte digital y el net.art, que explota las posibilidades de las nuevas tecnologías de la información y la comunicación, etc.
Entre los innumerables ismos que pretenden identificar estilos que se suceden y escinden, a veces como revivals (recuperación de movimientos anteriores -neos-), están el anacronismo (nuevo clacisismo o neomanierismo),  la neo-geo (recuperación de la abstracción geométrica), la new image ("nueva imagen"), el Pattern Art o Pattern & Decoration (pintura feminista "de patrones y decoración"). Con la etiqueta neoexpresionismo (nuevos fauves o "nuevos salvajes", también asociado con la equívoca etiqueta neo-pop) se engloba un conjunto de movimientos como la transvanguardia italiana (Francesco Clemente), la bad painting neoyorkina (Keith Haring), la figuration libre francesa, o trayectorias personales difícilmente clasificables, como la de los españoles Miquel Barceló o Pablo Rey, la del colombiano Fernando Botero, la del japonés Takashi Murakami o la de la pareja Gilbert & George.

## Pintores contemporáneos
Se ordenan por fecha de nacimiento. Se destacan gráficamente algunos pintores con el fin de marcar periodos cronológicos amplios: de Reynolds a Delacroix, pintores de finales del XVIII y principios del XIX (nacidos hasta 1798 -coetáneos de las generaciones literarias pre-romántica y del primer Romanticismo); de Daumier a Alma Tadema, pintores de mediados del siglo XIX (nacidos entre 1808 y 1836 -coetáneos de las generaciones literarias del pleno Romanticismo y post-románticas); de Cezanne a Toulouse-Lautrec, pintores de finales del siglo XIX (nacidos entre 1839 y 1864 -coetáneos de las generaciones literarias realistas, naturlistas y simbolistas); de Kandinski a Magritte, pintores de comienzos del siglo XX (nacidos entre 1866 y 1898 -coetáneos de las generaciones literarias modernistas y novecentistas-); de Fontana a Antonio López, pintores de mediados del siglo XX (nacidos entre 1899 y 1936 -coetáneos de la generación literaria de entreguerras y la primera de posguerra-); de Gilbert & George a Murakami, pintores de finales del siglo XX y del siglo XXI (nacidos desde 1942 -corresponden con la segunda generación literaria de posguerra y la generación de los setenta-).

## Conceptos en la pintura contemporánea

### El pintor
Los pintores contemporáneos asisten a las transformaciones socioeconómicas de su época y dejan de estar sometidos a la tutela de los gremios. Su formación puede ser académica o autodidacta, y su relación con el público es completamente distinta a la existente en el Antiguo Régimen: sus clientes preferidos ya no son el clero y la monarquía absoluta, sino un mercado de arte representado por la burguesía, a cuyos gustos pueden responder o no. Si se anticipan a su tiempo y renuncian a cualquier compromiso con la comercialidad, buscando el arte por el arte, pueden ser incomprendidos e incluso pasar penalidades, representando con su propia vida la figura tópica del pintor bohemio, que se reúne con otros artistas de su misma condición en los ambientes marginales de los barrios más conflictivos (como el Montmartre de París).
Las figuras del marchante y del galerista de arte pasan a ocupar un papel esencial en la relación entre pintor y mercado. Desde finales del siglo XX se les ha añadido el curator o comisario artístico de exposiciones y otros eventos.

### La provocación
El fin confesado de muchos pintores contemporáneos fue «épater le bourgoise» (escandalizar al burgués), es decir, realizar conscientemente una provocación mediante la transgresión. La búsqueda de sucesivas formas de ruptura de las convenciones nunca tuvo fin, porque, cada vez más rápidamente, lo que era provocador pasaba a ser primero tolerado y después incluido en el mainstream institucional y del mercado del arte, que era el verdadero estímulo para que surgieran nuevas provocaciones, quedando cada vez menos espacio para definir quién era un pintor maldito o dónde encontrar realmente una pintura underground, independiente o marginal. Paradójicamente, los capitalistas estaban encantados de subvencionar las obras revolucionarias que explícitamente pretendían disolver las bases en que sus mecenas se sustentaban; pero que resultaban ser excelentes inversiones.
Jacques Louis David suscitaba el debate político desde una estética totalmente académica. Courbet utilizaba la ruptura estética y el tratamiento de temas sórdidos como un revulsivo que se pudiera trasladar a la dinámica política y social. En 1913, Vladímir Mayakovski y un grupo de artistas rusos, entre los que estaba el pintor David Burliuk, publicaron el manifiesto Bofetada al gusto del público, de explícita intención. Marcel Duchamp pretendía disolver directamente el concepto de arte, de museo y de pintura, pintándole bigotes a la Gioconda. Armando Reverón, construyó un castillo donde vivir y utilizó su propio excremento como pintura desafiando los conceptos artísticos de la época. Andy Warhol identificó con la pintura artística la reproducción mecánica de la imagen. Lienzos intactos fueron convertidos en obras de arte por su mera concepción, con o sin la adición de la firma, o por la estampación de un sello (Malevich y Man Ray, respectivamente).

### La reproducción de la imagen
El grabado tenía una tradición secular, pero las posibilidades de reproducción de la imagen se desarrollan de modo impactante con las nuevas técnicas de reproducción de imágenes, especialmente a partir de la fotografía (en desarrollo desde las décadas centrales del siglo XIX). Posiblemente, el impacto más decisivo de la fotografía fue desincentivar la tradicional identificación entre arte e imitación de la realidad, y estimular la búsqueda de otras alternativas, especialmente a través del color, que la fotografía no consiguió reproducir hasta mucho más adelante
El campo pictórico de la Edad Contemporánea se enriqueció con la publicidad y el cartelismo, demandados por la nueva sociedad de consumo de masas.
El anuncio de los espectáculos se procuró efectuar con el máximo rango artístico, ya que ello repercutía en la afluencia del público. Los modernistas y Toulouse-Lautrec destacaron en ese ámbito.
La escenografía del teatro había contado con artistas de envergadura desde el Renacimiento; pero el teatro burgués del siglo XIX mantuvo por lo general escenas sobrias. Todo lo contrario ocurría en la ópera y el ballet. La compañía de los ballets rusos de Diaghilev y otras producciones ambiciosas y con deseos de impactar en el público, encargaron su escenografía y hasta el diseño de vestuario a artistas de vanguardia: Matisse, Picasso, Dalí y Chagall, figuran entre los grandes escenificadores.
Muchos pintores han tenido activa participación en el cine; algunas veces, suministrando decorados, que han de ser filmados, suministrando imágenes para escenas concretas (colaboración entre Dalí y Alfred Hitchcock) o realizando películas completas. Un género aparte es el denominado cine de animación (Walt Disney).
El cómic, en sí mismo un nuevo arte, se convirtió en un nuevo vehículo de expresión para los artistas plásticos.

### El color
En la larga lucha entre color y dibujo que venía librándose en la pintura europea desde la Edad Media, el academicismo había sentenciado el triunfo del dibujo y la línea, concediendo al color un discreto segundo puesto, que ni romanticismo ni realismo quisieron subvertir. Únicamente algunas individualidades, como Goya o Turner, dieron a la mancha y al color un puesto protagonista en sus obras, que caracterizó también a parte de la pintura victoriana posterior; el resto incluso valoraba la homogeneidad cromática que convertía casi todos los tonos en pardos, tierras u ocres. Incluso se llegó a decir expícitamente que un buen cuadro debía tener el color de un buen instrumento musical de madera.

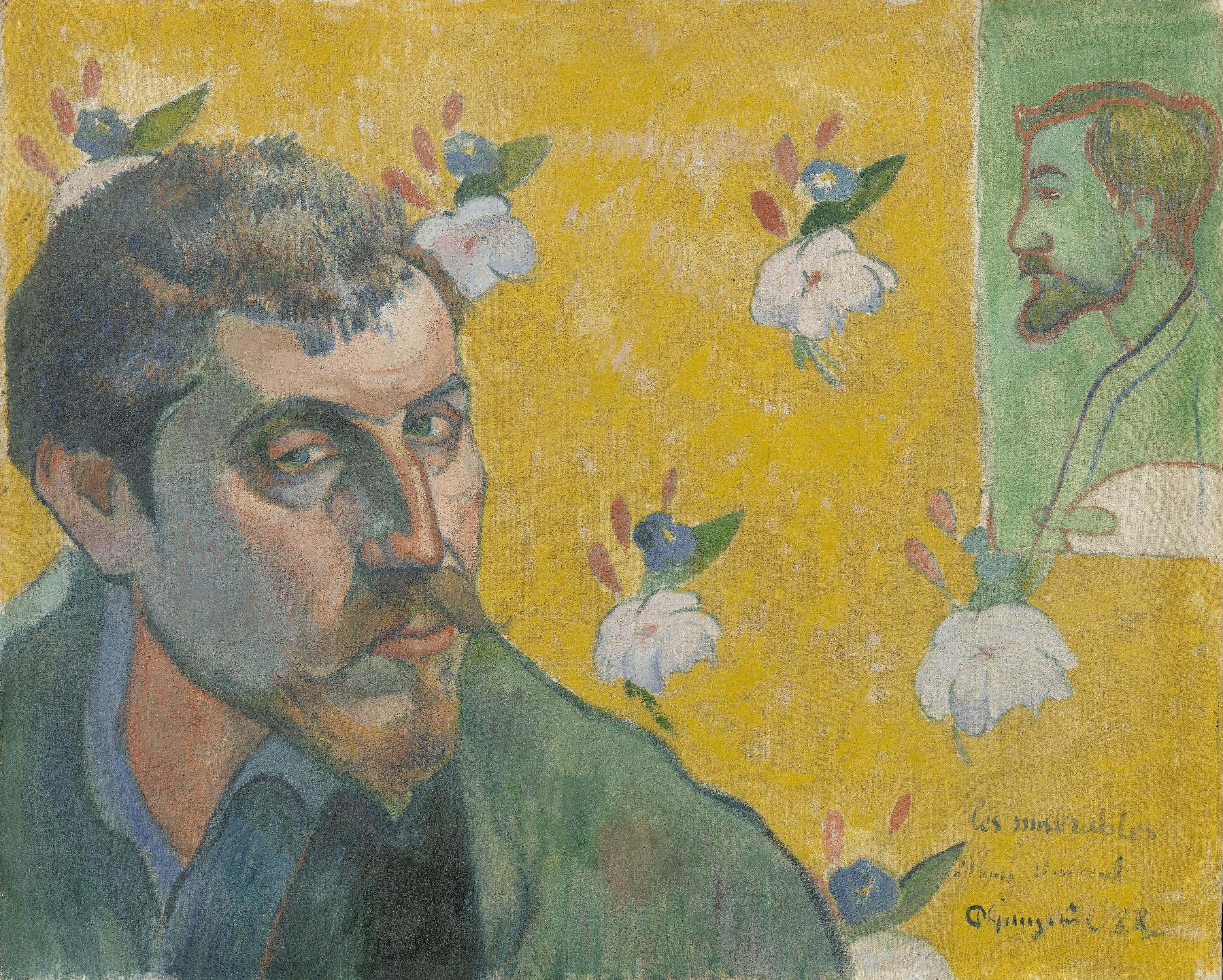
Autorretrato de Paul Gauguin ante un retrato de Émile Bernard (posimpresionismo).

Los impresionistas pretendían utilizar en la pintura los recientes descubrimientos sobre la naturaleza de la luz y la teoría del color, lo que les llevó al empleo consciente de los complementarios para aumentar los contrastes y a la disposición en el lienzo de colores puros para reproducir en la retina del espectador la mezcla de pigmentos que hasta entonces se confiaba a la paleta del pintor. Los simbolistas o postimpresionistas, especialmente Gauguin y Van Gogh, con el uso de colores vivos, aplicados con gruesas y amplias pinceladas o en superficies relativamente grandes (cloisonismo) hicieron del color un uso violento y liberador, abiertamente conectado con la violencia de las emociones del artista, con la idea de que la manipulación del color podía expresar no el aspecto de los objetos como lo percibía físicamente el ojo, sino el estado de ánimo que evocaban.

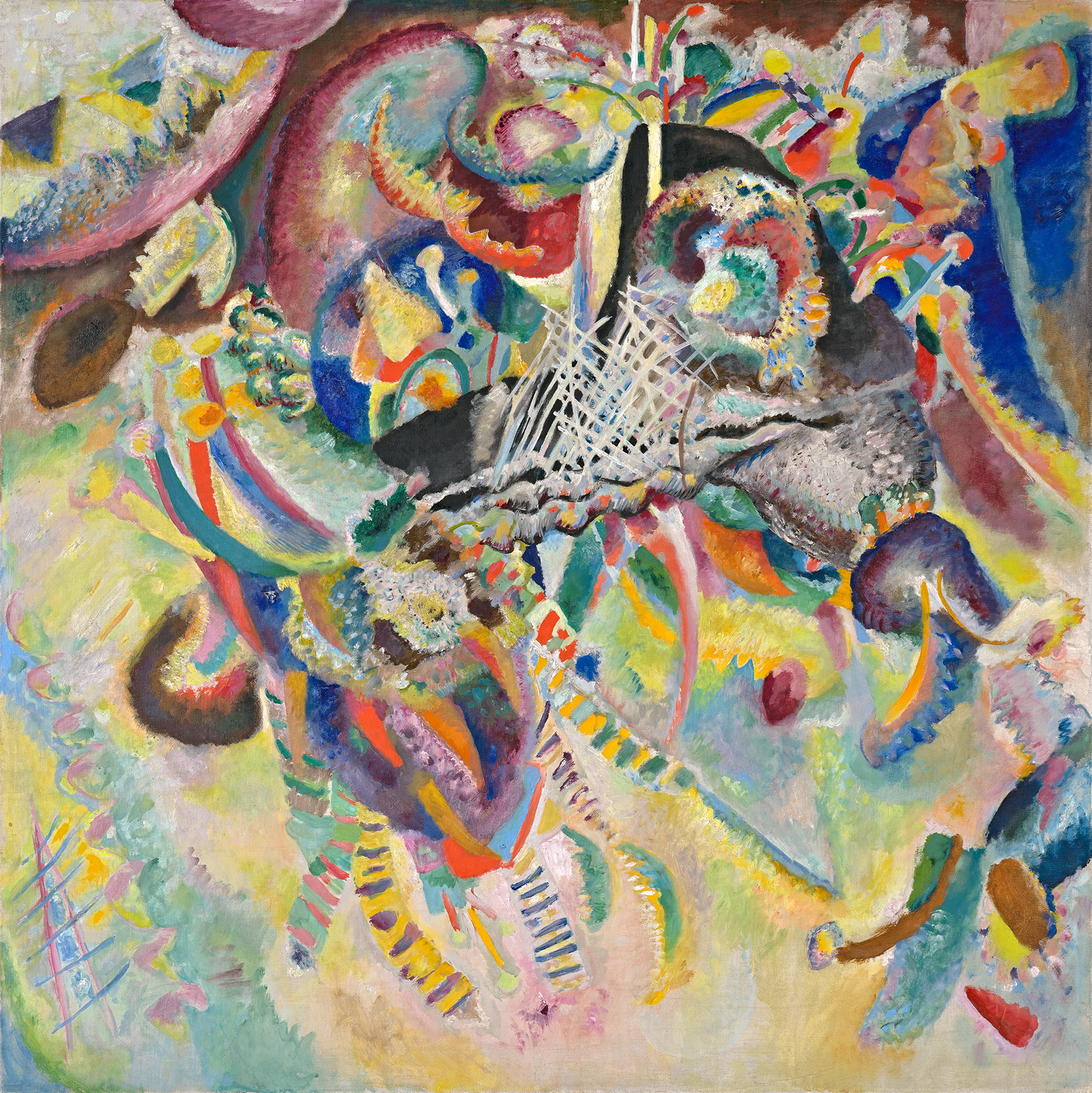
Fuga, de Wassily Kandinski (abstracción).

Whistler había propuesto la idea de que el color podía tratarse en términos musicales, e intentó por sí mismo su aplicación, aunque usando tonos ligeros. Kandinsky, él mismo un sinestésico (percibía conjuntamente asociados sonidos y colores) desarrolló una especial teoría de la sinestesia en De lo espiritual en el arte (1910). Previamente, los fauves habían encontrado las posibilidades del uso arbitrario del color, que pueden considerarse explícitamente propuestas en el cuadro de Henri Matisse La Desserte, harmonie en rouge ("El postre, armonía en rojo" -también llamado "La habitación roja"-, 1908), donde la drástica simplificación del trazo muestra la escasa importancia que atribuye al modo en que los objetos son percibidos por el ojo en la vida real. A partir de entonces, los usos radicales del color (especialmente en la abstracción) terminaron por escandalizar al propio Picasso, que llegó a decir que en la búsqueda de la "pintura pura" se terminará por encontrar la "pura pintura", es decir, lo mismo que se vendía por kilos en los estantes de las droguerías. La historia de la pintura posterior le dio la razón, pues pintores como Yves Klein llegaron a identificar con la materialidad del propio pigmento (el "azul Klein") la obra de arte.

### La textura
La pincelada y la mancha son elementos muy importantes en la técnica de los pintores de la Edad Contemporánea. La pincelada gruesa no es un invento del impresionismo, la utilizaban muchos maestros antiguos (como Tiziano, del que se decía que daba directamente los colores con las manos); pero ciertamente el efecto acabado es uno de los requisitos de la pintura académica. Una conocida anécdota de Goya describe la impaciencia del maestro por el detallismo con el que su discípulo Vicente López Portaña estaba haciéndole su retrato de 1826. A esas alturas, el estilo de Goya, que ya había realizado las pinturas negras, era el de sus últimas obras en Burdeos. El efecto abocetado fue buscado por otros discípulos de Goya, como Leonardo Alenza; y se convirtió en una de las señas de identidad de los pintores rupturistas del realismo y el impresionismo. Además de Goya, otra de las fuentes que condujeron a los pintores franceses en esta dirección fue el inglés Turner. Sin embargo, la mayor parte de los pintores ingleses de la época, y especialmente los prerrafaelitas, optaban por intensificar los acabados.
Las vanguardias utilizaron estos recursos de forma muy diversa, una vez conquistada la libertad formal más absoluta.

### La forma o la figuración
El impresionismo y el neoimpresionismo reconstruían ópticamente las meras apariencias. Los postimpresionistas (Cézanne, Van Gogh, y Gauguin, que huyen de la atmósfera de París en busca de horizontes inéditos) iniciaron desde 1880 la reconstrucción de las formas, es decir, de la existencia corpórea de las propias figuras representadas. El cubismo y el constructivismo insistirán en estos conceptos.

#### La abstracción
Kandinsky realizó su Primera acuarela abstracta entre 1910 y 1913; y teorizó sobre la pintura abstracta en Uber das Geistige in der Kunst (1911). Otros pintores se aproximaron al mismo concepto por esos mismos años: En un texto de 1910 sobre el futurismo, Boccioni escribió acerca de la abstracción expresiva: "Mi ideal era un arte que expresara la idea de sueño sin representar ninguna cosa durmiente". Su obra Stati d'animo (Estado de ánimo), de 1911, se acerca a ese concepto de la abstracción. Arthur Dove tiene entre sus obras un Abstract Number 2 (Abstracto Número 2), de 1911 y un Fog Horns (Sirenas de Niebla). El rayonismo o cubismo abstracto se desarrolló desde 1912 o 1913 (con el precedente de una exposición rusa de 1909). El suprematismo de Malevich se iniciaba en 1913 con Círculo negro. El sincromismo de Morgan Russell se expuso en el Salon des Indépendants de París de 1913. 
La difusión de la obra de Wassily Kandinsky impactó en el grupo De Stijl, formado en 1917, y en otras vanguardias del periodo de entreguerras, que experimentaron con la abstracción (surrealismo abstracto); pero el mayor auge de la pintura abstracta vino con el expresionismo abstracto que desarrolló entre 1945 y 1955 la New York School (escuela de Nueva York). En Europa hubo movimientos similares: el informalismo, el tachismo y la abstracción lírica.
Histórica y formalmente se ha desarrollado en distintas posibilidades técnicas y denominaciones estilísticas: la abstracción geométrica (cubismo abstracto -orfismo, rayonismo-, suprematismo, constructivismo soviético, constructivismo holandés -neoplasticismo, De Stijl- concretismo), la abstracción cromática (sincromismo), la abstracción lírica, la abstracción sintética, la abstracción analítica, la abstracción cinética (arte cinético), el surrealismo abstracto, el informalismo (expresionismo abstracto, abstracción constructiva, tachismo, pintura matérica, action painting), la abstracción postpictórica (minimalismo, color field, hard edge) y cualquier otro movimiento derivado, incluyendo los denominados abstracción figurativa y no figurativa (expresiones que, respectivamente, son un oxímoron y una redundancia, pero que tienen uso bibliográfico).

#### El paisaje y la naturaleza muerta
La pintura del paisaje y la naturaleza muerta o bodegón habían sido clasificadas como las más ínfimas en la jerarquía de géneros académica. Obviamente, la pintura contemporánea no respetó tal jerarquía, y ambos géneros pasaron a recibir un interés especial por los principales pintores desde el siglo XIX. Incluso superaron con ventaja frente a la representación de la figura humana los impactos del vanguardismo del XX, puesto que la simplificación de las formas y el rechazo a la imitación de la naturaleza convertía la mayor parte de los temas pictóricos en paisajes oníricos o en bodegones abstractos, inexistentes en la realidad.

#### La expresión
La sobriedad de las poses estáticas del neoclasicismo contrastaba con el dinamismo y la violencia expresiva del romanticismo. El realismo de mediados de siglo XIX dio oportunidad para que algunos autores, especialmente el caricaturista Daumier o el grabador Gustavo Doré, experimentaran con la distorsión de la expresión facial y corporal, que ya habían iniciado artistas aislados en la primera mitad del XIX (Goya, William Blake o Füssli).
No obstante, no es hasta finales del siglo XIX cuando se da inicio a la corriente expresionista, que se fecha en El grito de Edvard Munch (1893), y a la que son también muy cercanos algunos pintores calificados de modernistas, especialmente los de la Sezession vienesa (Egon Schiele, Klimt). La etiqueta vanguardista de expresionistas suele aplicarse a distintos grupos de pintores alemanes de antes y después de la Primera Guerra Mundial, con cuyos efectos están muy vinculados (expresionismo alemán); aunque el tratamiento distorsionado de las expresiones caracterizó por la misma época a muchos otros (Modigliani, Solana) incluyendo al propio Picasso (época azul, Guernica) y a los surrealistas. Después de la Segunda Guerra Mundial, los estilos pictóricos alternativos a la abstracción tuvieron una de sus más explotadas posibilidades en la acentuación de la expresión (Lucian Freud -fue muy significativo el escándalo que suscitó su Retrato de la Reina Isabel II de Inglaterra-, Francis Bacon, neoexpresionismo, etc.)
Puede entenderse que el tratamiento de la expresión constituye el eslabón fundamental entre la pintura romántica y la del siglo XX, y por tanto el elemento "tradicional" más evidente dentro de las vanguardias.

#### La mujer
La imagen de la mujer que se va representando pictóricamente a lo largo de este periodo fue cambiando sustancialmente. Las representaciones idealistas (heroicas o hagiográficas) convivieron con las eróticas y costumbristas. Prerrafaelitas, simbolistas y modernistas tuvieron en el tema de la mujer uno de sus principales motivos, alternando en su representación lánguida y activa. A finales de siglo, la irrupción del concepto de Nueva Mujer influyó extraordinariamente en las artes plásticas, que se consagró en los años veinte y treinta con el art déco, coincidiendo con la estilización de la moda (Coco Chanel, Christian Dior, Balenciaga). Determinó la aparición de modelos alternativos de mujer, juveniles, activas y desinhibidas, divulgados en las revistas ilustradas mediante dibujos y fotografías (chicas "charlestón", chicas "Penagos", chicas pin-up) y derivó en muy diferentes interpretaciones: la recuperación de su papel tradicional de reposo del guerrero y madre (en el arte nazi), su identificación con el pueblo trabajador (en el realismo socialista), su manipulación como objeto de consumo (en la publicidad, la pornografía y el star-system del cine), etc.
Las vanguardias tuvieron una relación ambivalente con la mujer. Por un lado la consagraron en el papel tradicional de musa de los artistas, que las relegaba a fuente de inspiración o conflicto (las amantes compartidas por Courbet y Whistler, Van Gogh y Gauguin, las múltiples compañeras de Picasso, Sylvia von Harden para Otto Dix, Gala para Dalí); mientras que, por otro lado, alcanzaron un protagonismo como pintoras en un grado muy superior a las medievales o de la Edad Moderna, pero aún restringido a escasos ejemplos (Berthe Morisot, María Blanchard, Tamara de Lempicka, Frida Kahlo, Dora Maar).

#### El concepto
El propio concepto pasó a ser, en algunas interpretaciones radicales del vanguardismo pictórico, lo único que importaba en la representación plástica, mientras que la realización efectiva pasaba a ser algo secundario. Tales fueron principalmente el surrealismo (para el que la técnica formal -pinceladas, collages, frottages, grattages- o incluso el arte mismo elegido para la representación -escritura, cine o pintura-, importaba menos que el mundo onírico interior que se comunicaba al exterior), las actividades difícilmente clasificables de Duchamp (que explícitamente pretendía destruir el propio concepto de arte y pintura -incluso destruir físicamente los museos-), el arte conceptual o idea art, los happenings y el fluxus el body art el pop-art, el minimal, las instalaciones o cualquiera de las formas de intervención artística que por alguna razón se asocien con lo pictórico, aunque los límites entre los distintos artes (y entre lo que es arte y no lo es) se hayan difuminado hasta desaparecer.
En una famosa anécdota, al preguntarles qué salvarían de un incendio en el Museo del Prado, Jean Cocteau respondió que salvaría el fuego, y Dalí que el aire de Las Meninas.

## Temas y tratamientos en la pintura contemporánea
Los géneros y los temas pictóricos fueron objeto de la tratadística académica, y clasificados jerárquicamente. Por mucho que los movimientos rupturistas de la pintura contemporánea pretendieran rebelarse contra todo tipo de ataduras, era imposible que dejaran de referirse a ellos, aunque fuera para subvertirlos. La repetición de temas, y muy a menudo la referencia explícita a las formas en que se habían tratado en la historia de la pintura; incluye a muchos de ellos en una tradición secular que se reinterpreta de distintas formas.

### «Locus amoenus»

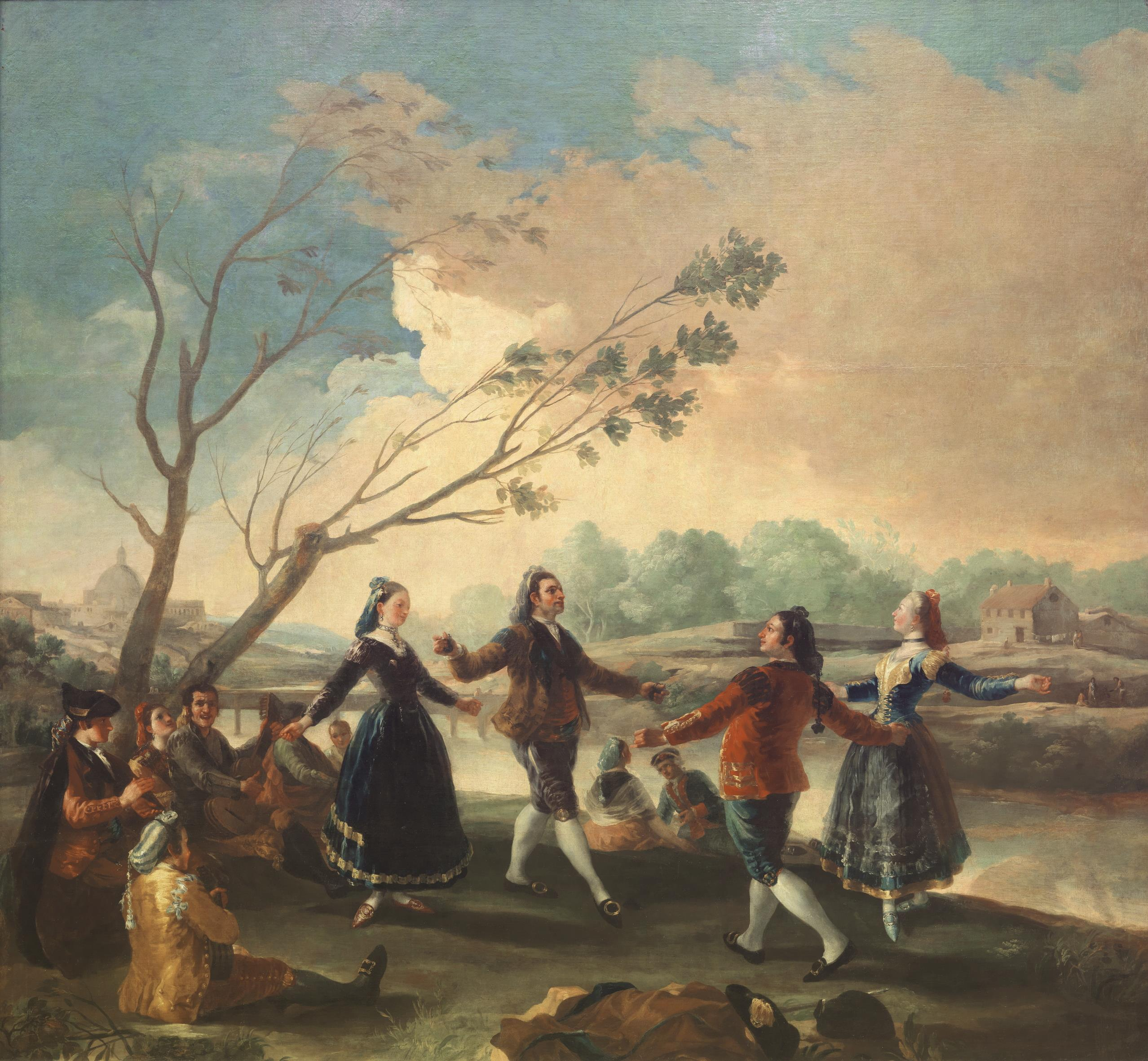
Baile a orillas del Manzanares, uno de los cartones para tapices de Francisco de Goya.

La representación de escenas plácidas en las que un grupo de personas se solazan en la naturaleza o en jardines, siguiendo el tópico literario del locus amoenus, fue una constante en la pintura contemporánea. Una variación, que incorporaría el tema del desnudo, fueron las escenas de baño, desde los interiores pintados por Degas, hasta las más atrevidas versiones cubistas.

### Amor y muerte

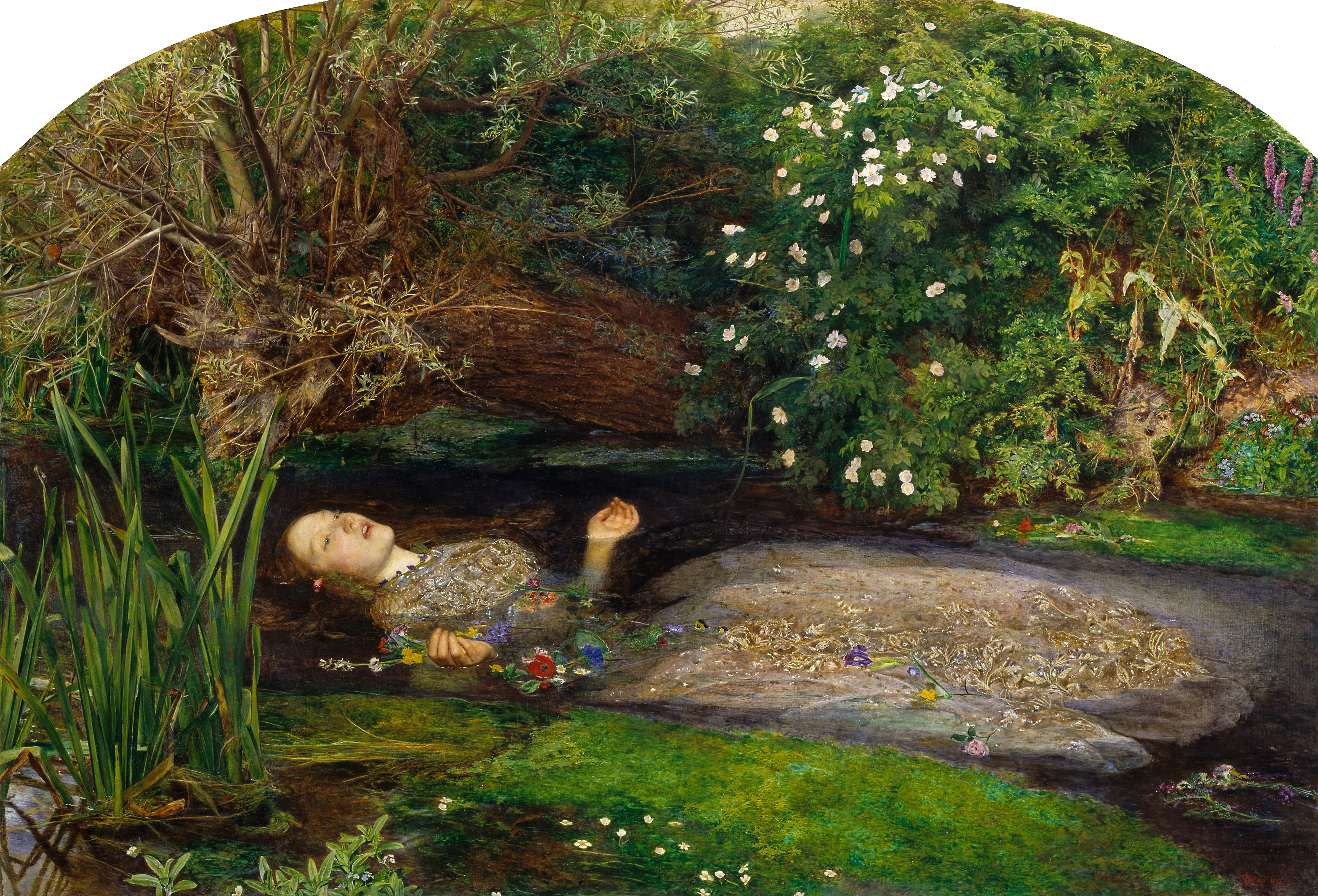
Ophelia, de John Everett Millais.

La muerte, uno de los temas universales, con el amor (son las dos caras -Eros y Tanathos- de una misma realidad: la vida); fue siempre un tema muy tratado en pintura, especialmente en la pintura religiosa cristiana (el crucificado, los martirios). La Edad Contemporánea buscó sus propios santos laicos que glorificar tras su muerte: por un lado los héroes y próceres nacionales, y por otro los antihéroes más radicales: los suicidas.

### Guerra y represión

El tres de mayo, de Goya.

La guerra ha tenido un tratamiento muy distinto en la pintura contemporánea que en las otras épocas. Con alguna notable excepción (el Socorro de Bahía de Maíno o La rendición de Breda de Velázquez), las representaciones de batallas siempre se hicieron, a lo largo de la historia de la pintura (Mosaico de Issos, Batalla de San Romano, Batalla de Anghiari) para glorificar a la figura heroica de un rey o militar victorioso y destacar los momentos cruciales del enfrentamiento o la victoria. Sin embargo, las revoluciones contemporáneas ponen a las masas en el protagonismo de la historia; mientras que la derrota (el más habitual destino de los humildes), aunque desafortunada, cobra un rasgo de dignidad no exento de esperanza. La represión emerge como un tema heroico, que pone al que la sufre (el derrotado) y no al que la ejerce (el poderoso) en la posición del héroe. La propia guerra deja de ser enaltecida para ser criticada por la crueldad y miseria humana que origina, especialmente a partir de la serie de grabados de Goya Los desastres de la guerra. El punto de inflexión es muy evidente en las abundantes representaciones de Napoleón Bonaparte: con la dignidad de un emperador romano mientras ocupa el poder, y sometido a toda clase de sentimientos y penalidades, en las pinturas de historia posteriores. En cuanto a la pintura de batallas, que había sido un género importante desde el Renacimiento, siguió disfrutando de una gran popularidad y encargos institucionales, incluso se convirtió en una especialidad casi exclusiva de algunos pintores (pintura militar, pintura de guerra, pintura naval); aunque por lo general ha sido minusvalorada en la historiografía del arte.

### El gesto en la expresión y en la pincelada

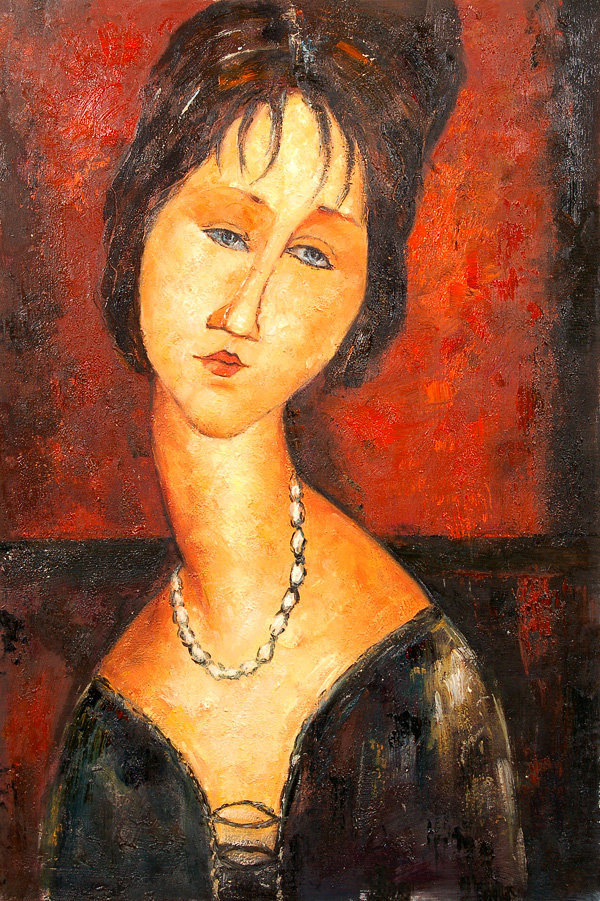
Jeanne Hébuterne, de Amedeo Modigliani.

Con el término "gesto" se refiere en pintura tanto a la expresión corporal y facial de los hombres o mujeres representados, como al trazo de la pincelada, que marca como una firma la personalidad del pintor (su "estilo"), de una manera tan propia como su "paleta".

### Trabajo y trabajadores

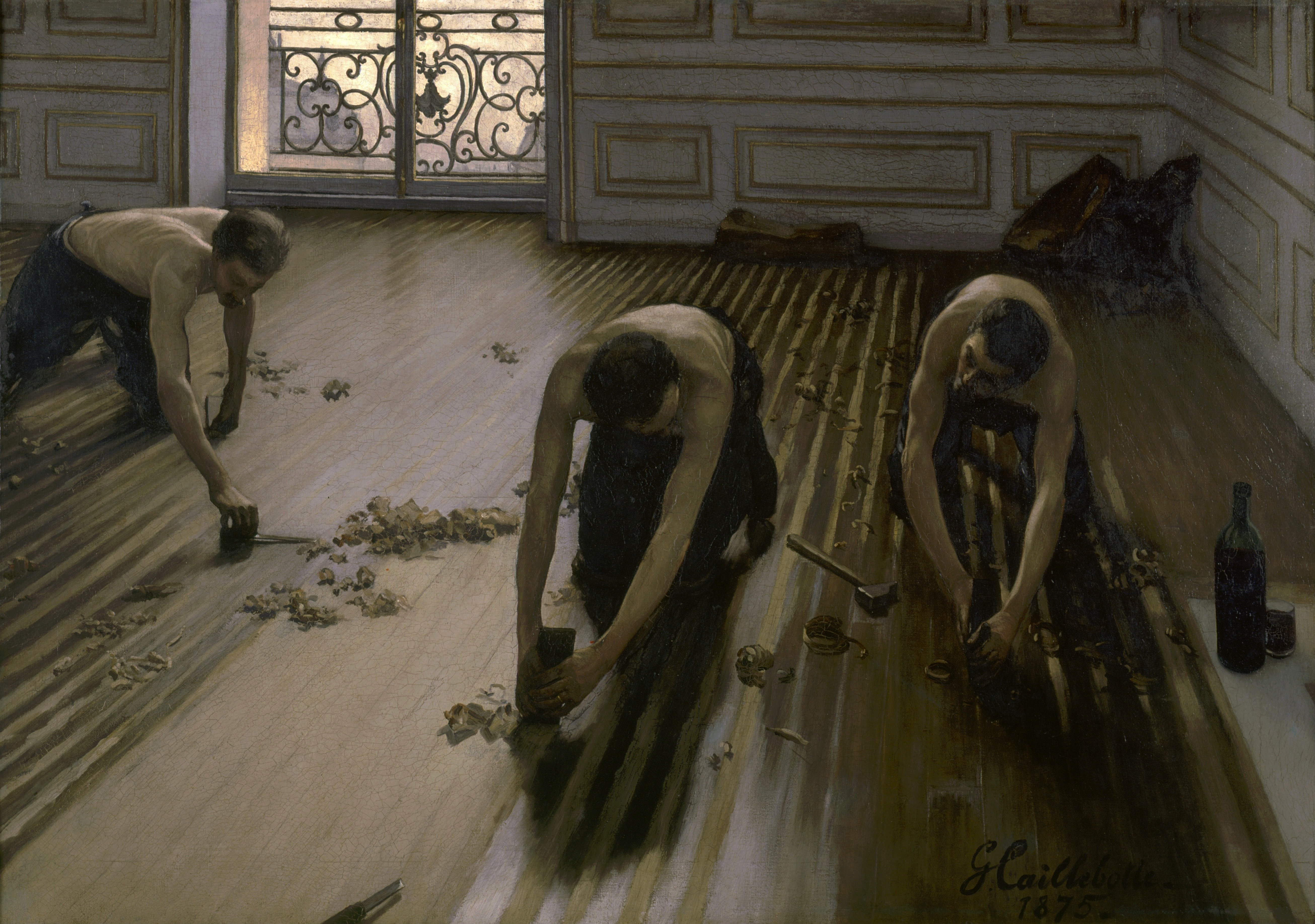
Los acepilladores de parqué ("Los acuchilladores de parqué"), de Gustave Caillebotte.

La revolución industrial, la depauperación de las masas proletarizadas y el surgimiento del movimiento obrero pusieron el mundo del trabajo y los trabajadores en el centro del interés de los pintores, como de los literatos, muchos de ellos comprometidos políticamente con la izquierda política, o en cualquier caso atentos a la llamada "cuestión social".

### Mujeres y ventanas

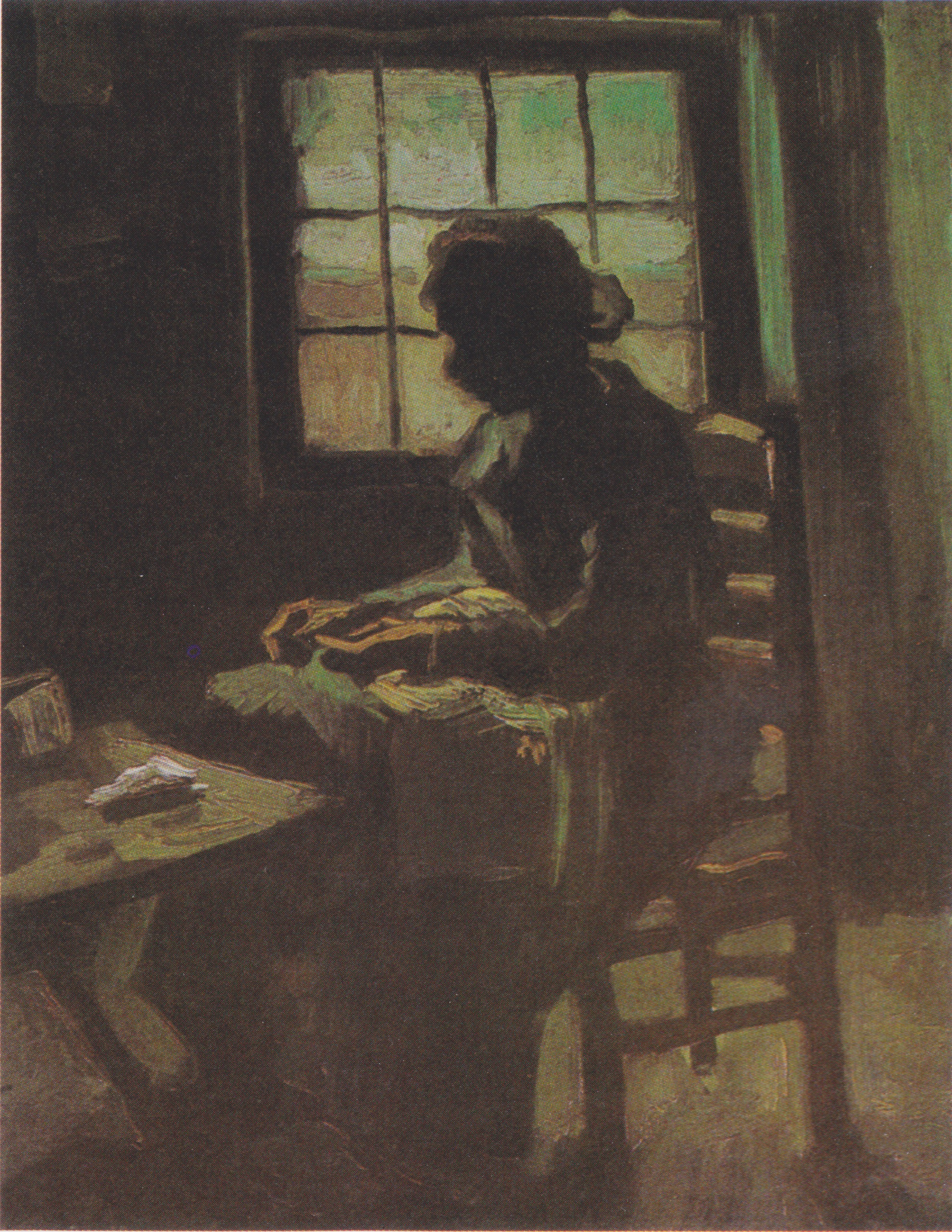
Campesina cosiendo ante una ventana, de Van Gogh.

La ventana fue un recurso de perspectiva usado desde el Renacimiento. Enfrentadas ambas, son inmediatamente entendidas como una metáfora de la libertad. El tema de la mujer de espaldas contra una ventana es una innovación de Caspar David Friedrich, que también experimentó con un contraluz frente al sol de una mujer de espaldas. Se han señalado precedentes en el barroco holandés (Vermeer), en Durero y el renacimiento flamenco y toscano.

### La arquitectura en la pintura

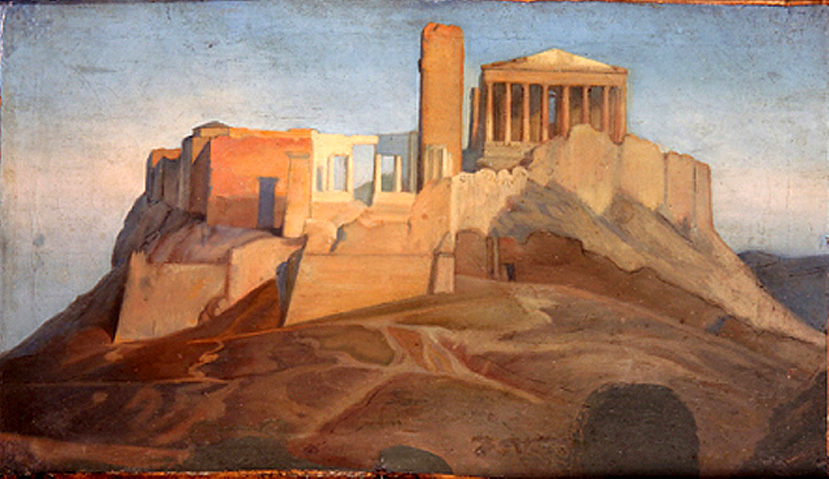
La Acrópolis de Atenas, de Ingres.

La representación de fondos arquitectónicos (arquitecturas es la denominación convencional) había sido habitual en la pintura medieval y lo siguió siendo en la de la Edad Moderna, pero como un marco de las escenas principales y no como el motivo central. Sí lo había sido en uno de los estilos pompeyanos. En la pintura contemporánea, sí que hay ejemplos, no muy generalizados, de edificios tomados como motivo central de un cuadro, del mismo modo que los paisajes naturales en la pintura de paisaje.

### La pintura, tema autorreferencial

L'Atelier du peintre, de Courbet, 1855.

El cuadro dentro del cuadro es un tema presente en la historia de la pintura desde el Renacimiento; así como el autorretrato del pintor, especialmente en actitud de pintar algo, o incluso pintarse a sí mismo; además de los retratos de unos pintores por otros, o de grupos de pintores. Los pintores contemporáneos reinterpretan de distintas maneras esta tradición, y en algunos casos la utilizan para ejemplificar sus propuestas conceptuales, formales y estéticas, convirtiendo esas obras en verdaderos manifiestos.